# Омаха-Бич

Описание рельефа берега Омахи-бич

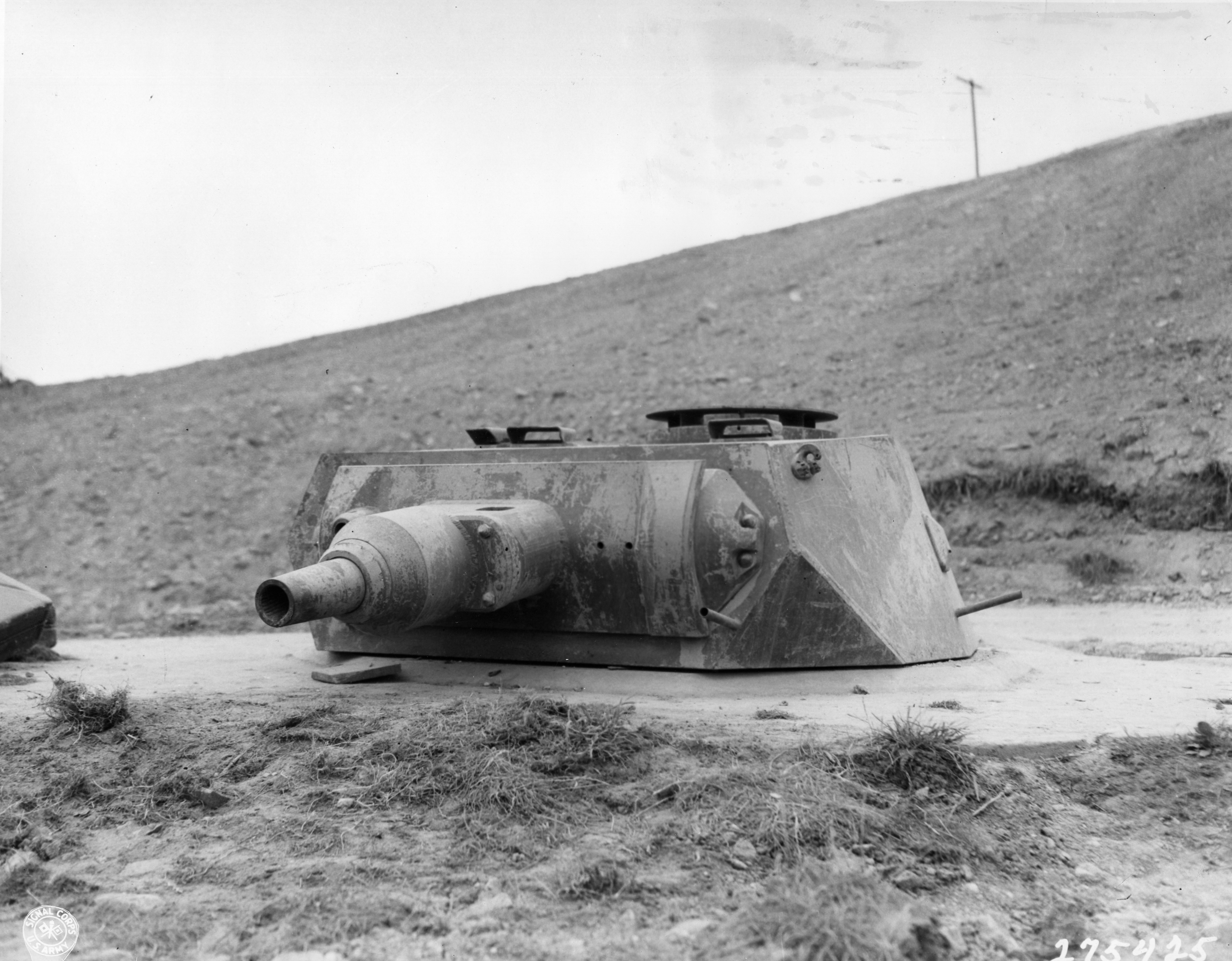
Немецкая башенная установка PzKpfw IV на бункере, июнь 1944

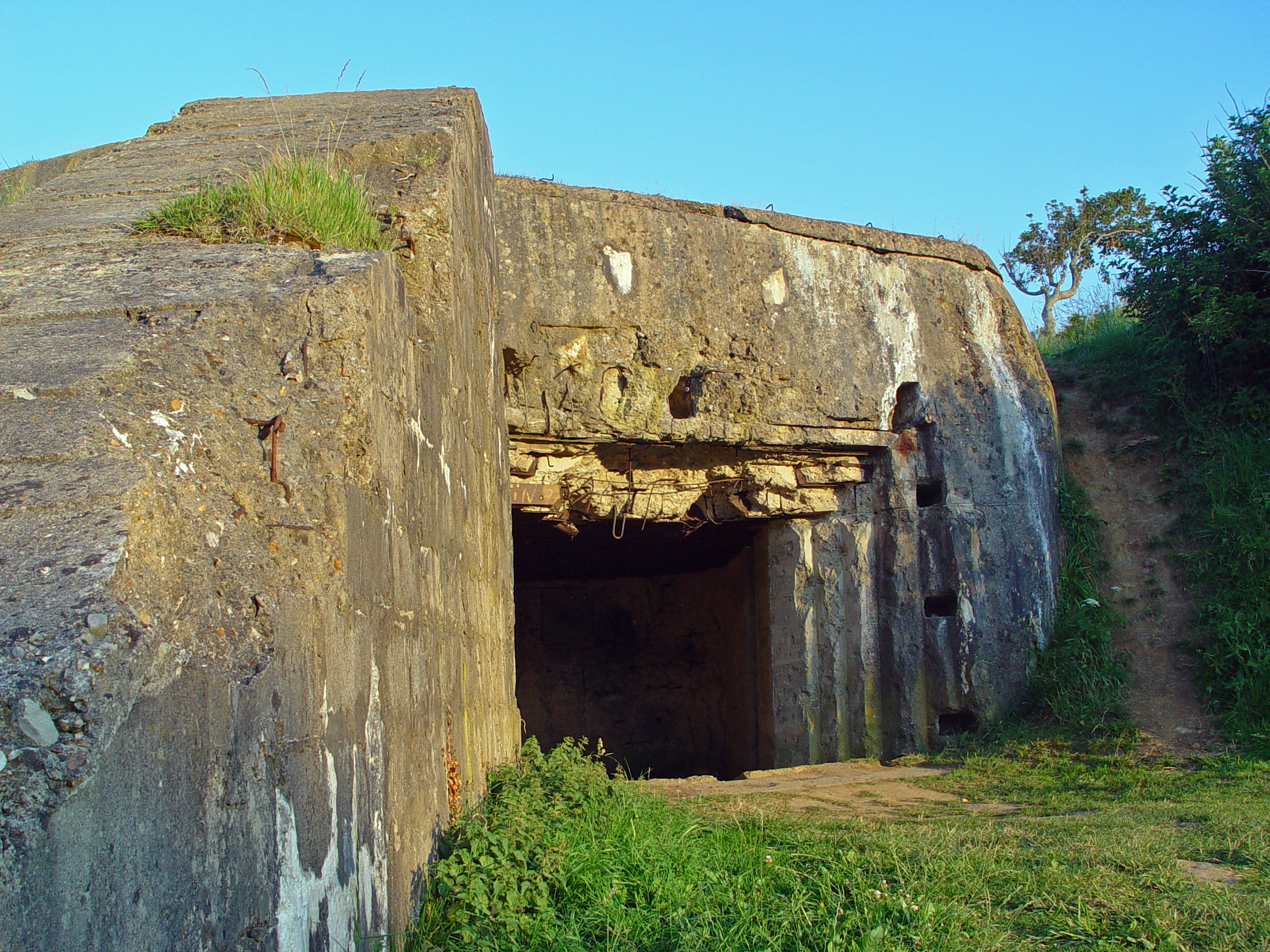
Немецкий каземат

«Омаха-Бич» (Omaha Beach в переводе с англ. — «пляж „Омаха“») — кодовое название одного из пяти секторов вторжения сил союзников на побережье оккупированной нацистами территории Франции в ходе операции «Оверлорд» во время Второй мировой войны. Высадка произошла 6 июня 1944 года, которую осуществили силы 5-го корпуса 1-й американской армии.
Пляж расположен на правом берегу дельты реки Орн, на берегу пролива Ла-Манш на севере Нормандии (Франция) близ города Лонгвиль (фр. Longueville). Длина пляжа составляет 8 км, он простирается от восточного края Сент-Онорин-де-Перта до западного края Вьервиль-сюр-Мера. Высадка была проведена согласно приказу связать британские части, высаживающиеся на востоке в секторе «Голд-Бич», с американскими частями, высаживающимися на западе в секторе «Юта-Бич». Таким образом, благодаря захвату сектора «Омаха-Бич» обеспечивался протяжённый захваченный плацдарм на нормандском берегу залива Сены. Захват «Омахи» был под ответственностью армии США, обеспечение транспортами было задачей флота США и подразделений Королевского флота.
В ходе дня «Д» необстрелянная 29-я пехотная дивизия, к которой присоединились девять рот американских рейнджеров, направленных из сектора «Пуант-Дю-Ок» штурмовала западную половину пляжа. Восточную часть пляжа штурмовала закалённая в боях 1-я пехотная дивизия. Первоначальные волны штурмующих, состоящие из танков, пехоты и инженерных войск, должны были перемолоть силы береговой обороны немцев и позволить высадиться другим штурмовым волнам с больших кораблей.
Главной целью операции было обезопасить береговой плацдарм восьмикилометровой глубины между Порт-ан-Бессен и рекой Вир, соединиться с британцами, высаживающимися в секторе «Голд-Бич» на востоке и достигнуть области Изиньи на западе, чтобы соединиться с 7-м корпусом, высаживающимся в секторе «Юта-Бич». Против союзников стояла 352-я германская пехотная дивизия, большую часть которой составляли подростки, хотя в их ряды были добавлены ветераны, сражавшиеся на Восточном фронте. 352-я дивизия никогда не проходила батальонных или полковых учений. Из 12 020 солдат дивизии только 6800 были солдатами, получившими боевой опыт. Они должны были оборонять 53-километровую полосу фронта. Немцы в основном были распределены по опорным пунктам вдоль побережья, так как немецкая стратегия основывалась на идее разгрома любой атаки с моря у линии воды. Тем не менее расчёты союзников показывали, что оборона «Омахи» в три раза сильнее чем та, с которой они столкнулись в битве за Кваджалейн, а численность защитников Омаха-Бич больше в четыре раза.
Лишь небольшие силы штурмующих достигли зоны высадки у «Омаха-Бич». Большинство десантных судов испытывали трудности с навигацией и в течение дня потеряли свои цели. Защита оказалась неожиданно сильной, и высаживающиеся американские войска понесли тяжёлые потери. Находясь под плотным огнём сапёры пытались устранить береговые препятствия. Позднее были расчищены несколько каналов, где и произошла высадка. Ослабленные потерями непосредственно в ходе высадки, выжившие бойцы штурмовых войск не смогли преодолеть хорошо защищённые выходы с пляжа. Это породило дальнейшие проблемы и задержало высадку других сил. В конечном итоге небольшие группы выживших смогли просочиться, пойдя на импровизированные приступы, и взобравшись на утёсы между наиболее хорошо защищёнными узлами обороны. К концу дня были захвачены два небольших изолированных опорных пункта, благодаря которым союзники впоследствии смогли развить наступление вглубь страны против ослабленной немецкой обороны. Таким образом, в течение последующих дней наступления первоначальные цели дня Д были выполнены.

## Омаха-Бич

### Описание пляжа и оборонительных мер
Литораль пляжа, обрамлённая скалистыми утёсами, плавно понижается. Расстояние от нижней до верхней отметки прилива составляет 275 м. Над линией прилива возвышается галечная мель высотой 2,4 м. Ширина мели в некоторых местах составляет 14 м. На западном краю галечной мели находится каменная морская дамба (далее на восток за ней начинается лесная чаща) высота которой варьируется от 1,5 до 4 м. Оставшиеся две трети пляжа за дамбой покрыты галькой, за галькой проходит низкая песчаная насыпь. За песчаной насыпью и дамбой идёт песчаная впадина сужающаяся на концах, шириной в 180 м по центру. Затем начинается крутой откос или утёсы, высотой в 30-50 метров. Они господствуют над всем пляжем и обрамлены небольшими заросшими долинами или обрывами, находящимися в пяти точках вдоль пляжа. Их обозначили от запада к востоку под литерами D-1, D-3, E-1, E-3 и F-1.
Оборонительные приготовления немцев и недостаток или вообще отсутствие обороны в глубине страны показывают, что немецкий план заключался в остановке вторжения на пляжах. В воде были построены четыре линии препятствий. Первая прерывающаяся линия с небольшим разрывом в середине сектора Dog White и с большим разрывом, в который целиком попадал сектор Easy Red находилась в 250 метров от уровня прилива в высшей точке и состояла из 200 бельгийских ворот с минами, привязанными к подпоркам. За этой линией через 30 метров проходила непрерывная линия, состоящая из брёвен, вбитых в песок, они были направлены в сторону моря, на каждое третье бревно была установлена противотанковая мина. Эффективность этого метода не оправдала ожиданий гитлеровцев. Ещё через 30 м (по направлению к берегу) проходила другая линия, состоящая из рельсов, наклонённых к берегу, эта линия была также оснащена минами, разработанными с целью подорвать плоскодонное десантное судно, подошедшее к берегу. Последняя смежная линия препятствий состояла из ежей и проходила в 150 м от береговой линии . Площадь между галечной мелью и обрывами была как заминирована, так и оснащена проволочными заграждениями, распадки обрывов также были заминированы. Германские баррикады должны были препятствовать продвижению танков, за которыми бойцы союзников могли укрываться от пуль.
Подразделения войск береговой обороны, состоящие из 5 пехотных рот, были в основном сконцентрированы в 15 опорных пунктах, получивших название Widerstandsnester («гнёзда сопротивления»). Они получили номера от WN-60 на востоке до WN-74 около Вьервиля на западе, были расположены главным образом у входов и защищены минными полями и проволокой. Опорные пункты были соединены траншеями и туннелями. Кроме обычного вооружения (винтовок и пулемётов) в них были размещены 60 лёгких орудий. Самые тяжёлые орудия были размещены в восьми орудийных казематах и на четырёх открытых позициях, в то время как лёгкие орудия были размещены в ДОТах. Также на пляж были направлены 18 противотанковых орудий. Площади между опорными пунктами были в небольшой степени защищены траншеями, стрелковыми ячейками и 85-ю пулемётными гнёздами. На территории пляжа не было места, защищённого от огня, позиция орудий давала возможность накрыть любую точку на пляже огнём с фланга.
Разведка союзников оценила силы береговой обороны в один усиленный батальон (800—1000 чел.) 716-й пехотной дивизии. Эта дивизия была предназначена для статичной обороны. По оценкам она наполовину состояла из негерманских войск, в основном из русских добровольцев и фольксдойче. Согласно оценке союзников в 30 км от берега у Сен-Ло стояла недавно образованная, но боеспособная 352-я пехотная дивизия, предполагалось что вероятнее всего именно её пошлют в контратаку. Тем не менее согласно стратегии Эрвина Роммеля оборонять кромку берега, 352-я дивизия в марте получила приказ выдвинуться и принять на себя ответственность за зону нормандского побережья, где и находился сектор Омаха-Бич. В ходе реорганизации 352-й дивизии были приданы два батальона 726-го гренадёрского полка и 439-й батальон восточного легиона, предназначавшийся для 726-го полка. Большая часть Омахи-Бич относилась к сектору береговой обороны № 2, протянувшемуся от Кольвилля. Сектор оборонялся 916-м гренадёрским полком, к которому был придан третий батальон 726-го гренадёрского полка. Две роты 726-го полка занимали опорные пункты в Вьервилле, две роты 916-го полка занимали Сен-Лоран и опорные пункты центра Омахи. Артиллерийская поддержка этих позиций обеспечивалась двенадцатью 105 мм гаубицами первого батальона и четырьмя 150 мм гаубицами четвёртого батальона 352-го артиллерийского полка. Две оставшиеся роты 916-го полка находились в резерве в Форминьи в 4 км от берега. К востоку от Кольвилля располагался сектор береговой обороны № 3, который был под ответственностью оставшейся части 726-го гренадёрского полка. Две роты были развёрнуты на берегу, одна в крайней восточной цепи опорных пунктов, артиллерийскую поддержку обеспечивал третий батальон 352-го артиллерийского полка. Резерв под названием «боевая группа Мейер» в виде двух батальонов 915-го гренадёрского полка располагался к юго-востоку от Байё и не мог немедленно подойти к Омахе.
Разведка союзников допустила ошибку, не заметив реорганизации обороны. Рапорты, составленные после боя, всё ещё содержали первоначальную оценку сил, в них делалось предположение, что 352-я дивизия была случайно введена в состав береговой обороны лишь за несколько дней ранее, чтобы провести учения по отражению высадки. Согласно боевому рапорту оперативного отдела штаба (S-3) 16-го пехотного полка информация об этой ошибке поступила от немецких военнопленных из 352-й пехотной дивизии, захваченных в день D. По факту разведка союзников ещё 4 июня была осведомлена о перемещении 352-й пехотной дивизии. Информация была передана штабам 5-го пехотного корпуса и 1-й пехотной дивизии, но на последних стадиях операции планы не были изменены.

### План атаки
План операции был таков:

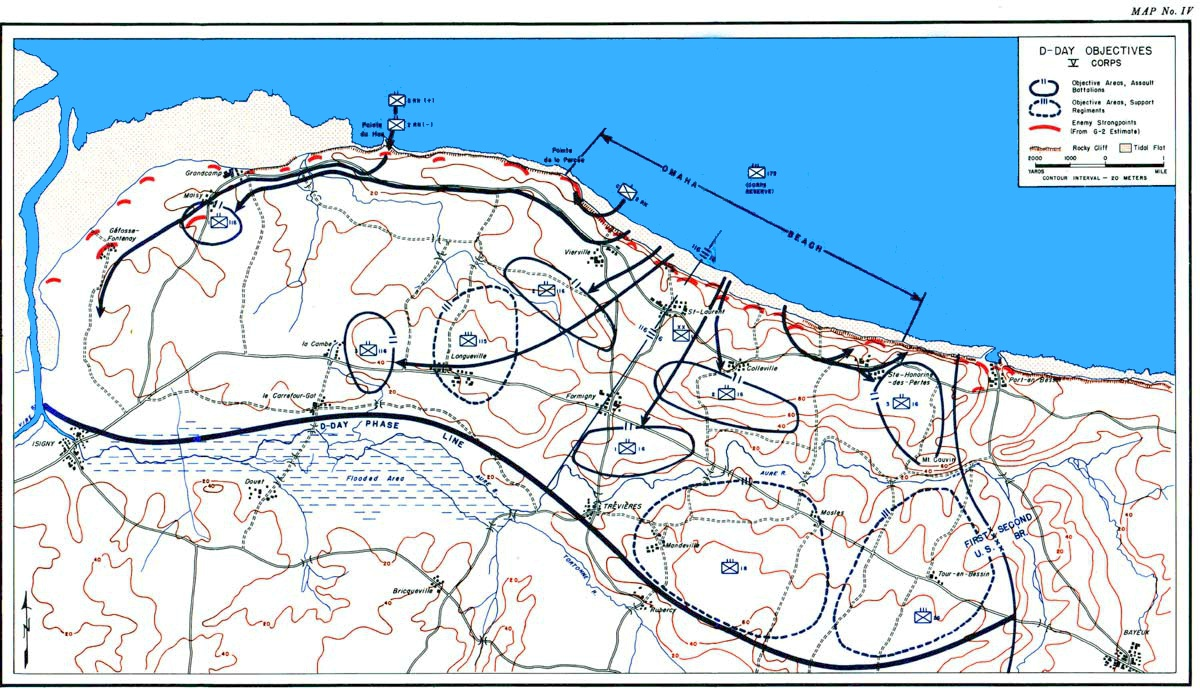
План целей высадки

- 5.50 — 6.27 — Обстрел немецких позиций корабельной артиллерией.
- 6.00 — 6.25 — соединение из 440 бомбардировщиков B-24 проводит бомбардировку с воздуха.
- 6.29 — высадка на берег 64 танков-амфибий оборудованных системой «DD».
- 6.30 — высадка на берег 35 обычных танков и 16 бульдозеров, для расчистки заграждений. Высадка 8 рот пехоты. Каждая рота отвечала за свой сектор.
- 6.32 — высадка сапёров для организации проходов в минных полях.
- 7.00 — высадка следующего эшелона пехоты.
- 8.00 — высадка артиллерии

При планировании Омаха была разделена на десять секторов, обозначенных (от запада к востоку) под кодовыми именами Able, Baker, Charlie, Dog Green, Dog White, Dog Red, Easy Green, Easy Red, Fox Green и Fox Red. Первоначальный штурм предполагалось провести силами двух полковых боевых команд, поддержанных двумя танковыми батальонами и двумя батальонами рейнджеров. Пехотные полки состояли из трёх батальонов каждый, в батальоне было по тысяче человек. Каждый батальон состоял из трёх стрелковых рот по 240 чел. в каждой и роты поддержки из 190 чел. Пехотные роты с литерами А по D относились к 1-му батальону полка, роты с литерами E по H ко 2-му, с I по M к 3-му; литера «J» не использовалась. (Отдельные роты в данной статье обозначены как роты определённого полка, например рота А 116-го полка обозначена как А/116). Каждому батальону была придана штабная команда из 180 человек. Танковые батальоны состояли из трёх рот с литерами А, В, С, в каждой роте было по 16 танков, батальоны рейнджеров состояли из шести рот с литерами с А по F, по 65 человек в каждой роте.
Два батальона боевой команды 116-го полка 29-й пехотной дивизии должны были высадиться в четырёх западных секторах, через полчаса им на помощь должен был прийти 3-й батальон. Высадка этих сил должна была поддерживаться танками 743-го танкового батальона. Две роты плавающих танков DD высаживались на берег. Оставшаяся танковая рота высаживалась прямо на пляж с бортов десантных судов. На восточном краю Омахи в секторах Easy Red and Fox Green слева от команды 116-го полка высаживалась боевая команда 16-го полка первой пехотной дивизии в составе двух батальонов (третий присоединялся к ним спустя полчаса). Танковая поддержка данной команды осуществлялась 741-м танковым батальоном, который высаживался по способу 741-го батальона: две роты плавающих танков высаживались на пляж, третья высаживалась обычным способом с бортов десантных судов. Три роты второго батальона рейнджеров должны были захватить укреплённую батарею на Пуант-дю-Ок в 5 км к западу от Омахи. В то же время рота С 2-го батальона рейнджеров должна была высадиться правее боевой команды 116-го полка и захватить позицию у Пуант де ля Персе. Оставшиеся роты 2-го батальона рейнджеров и 5-й батальон рейнджеров должны были присоединиться к рейнджерам, действующим у Пуант-дю-Ок, если дело пойдёт успешно, в противном случае они должны были присоединиться к боевой команде 116-го полка в секторе Dog Green и проследовать к Пуант-дю-Ок сушей.

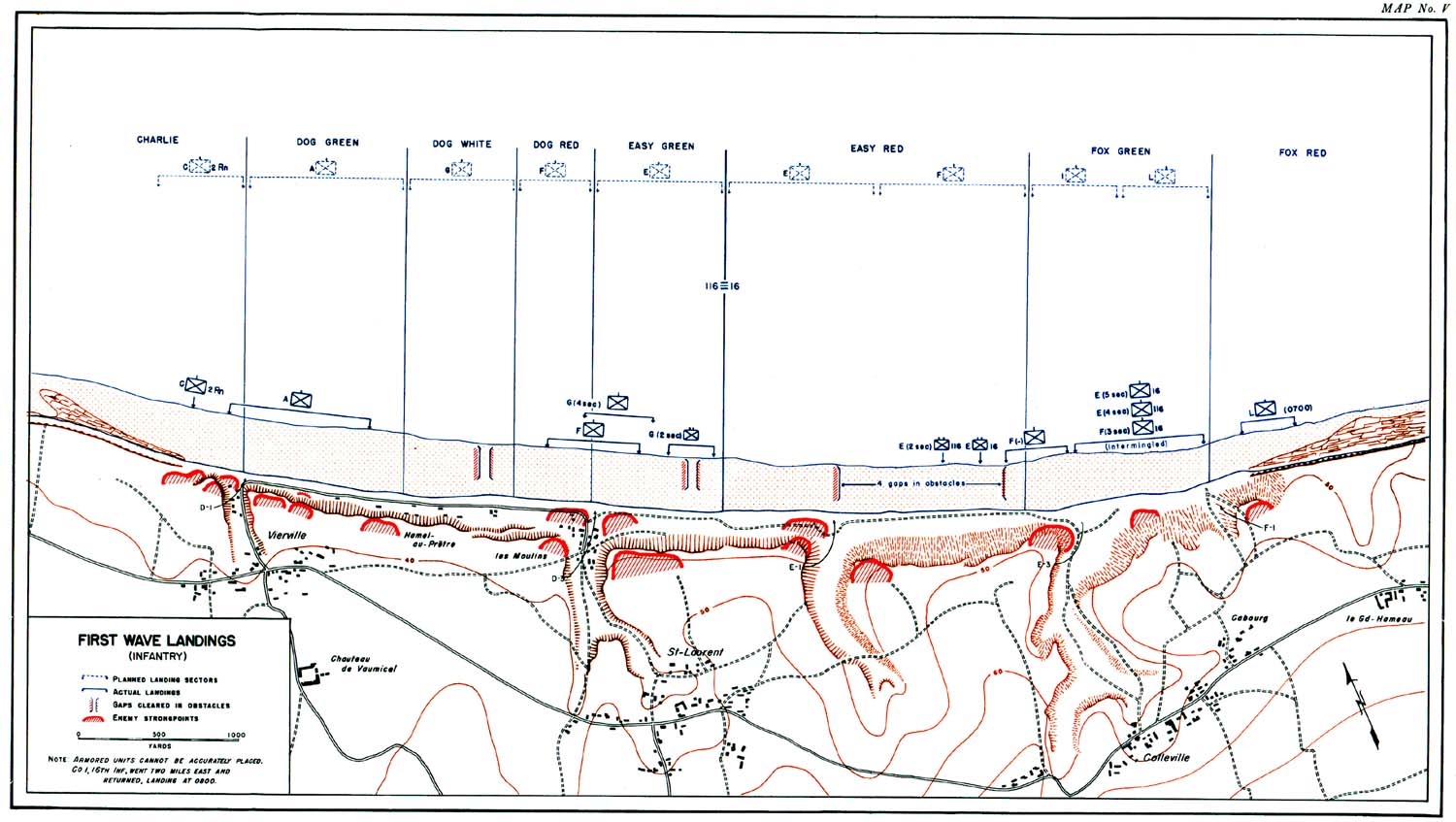
План высадки на «Омаха»

Начало высадки было запланировано на 6.30, в час «Н» во время прилива. Перед высадкой должен был пройти 40-минутный обстрел защитных укреплений немцев из морских орудий и 30-минутная бомбардировка с воздуха. DD-танки должны были появиться за пять минут до часа «Н». Пехота была разбита на специально оснащённые штурмовые отряды по 32 человека в каждом десантном судне, у каждого отряда было своё отдельное задание, целями заданий являлось сокращение сил береговой обороны. Незамедлительно после высадки первых сил инженерные силы специального назначения должны были высадиться и начать прокладывать и обозначать проходы между линиями препятствий. Это позволило бы кораблям большего водоизмещения подойти ближе к берегу во время высокого прилива и помочь высадке. Высадка сил артиллерийской поддержки была запланирована на 90 минут спустя после часа «Н», высадка основной массы машин 180 минут спустя. 195 минут спустя высаживались две последующие боевые команды 115-го полка 29-й пехотной дивизии и 18-го полка 1-й пехотной дивизии. По приказу командира 5-го корпуса могла высадиться также 26-я боевая команда 1-й пехотной дивизии.
Объекты береговой обороны немцев должны были быть зачищены через 2 часа после начала высадки, тогда штурмовые отряды должны были быть реорганизованы в батальоны и продолжать бой. Через три часа после высадки должны были быть открыты мосты, через которые осуществлялось бы транспортное движение с пляжа. К концу дня силы, высадившиеся на Омахе, должны были создать плацдарм глубиной в 8 км, связанный с британской 50-й дивизией, высадившейся на Голд-Бич на востоке, и выйти на позицию, позволяющую на следующий день отправиться к Исиньи, чтобы соединиться с 7-м американским корпусом, высадившимся на Юта-Бич к западу от Омахи.

### Военно-морская поддержка
Штурмовые силы, предназначенные для решения данных задач, насчитывали 34 тыс. человек и 3 300 машин. Поддержку с моря осуществляли два линкора, три крейсера, 12 эсминцев и 105 прочих судов в основном из состава американского флота, но в их числе были британские и французские корабли (сил Свободной Франции). Боевая команда 16-го полка насчитывала 9828 бойцов, 919 транспортных средств и 48 танков (3502 человека и 295 машин из её состава предназначались только для высадки на пляж). Для перевозки этих сил понадобилось два транспорта, 6 больших десантных кораблей, 53 судна-амфибии для высадки танков, 5 судов-амфибий для высадки пехоты, 81 десантный катер, 18 штурмовых десантных судов, 13 прочих десантных судов и около 64 амфибийных транспортных средств DUKW Экипажи штурмовых судов комплектовались из состава американского флота, береговой обороны США и британского королевского флота..
За переправу войск через Ла-Манш и их высадку на берег отвечала боевая группа O, под командованием контр-адмирала Джона Холла. Боевая группа состояла из четырёх штурмовых отрядов, группы поддержки, отряда огневой поддержки, группы минных тральщиков, восьми подлодок и трёх противолодочных кораблей. Всего группа насчитывала 1028 кораблей.
Штурмовые группы с O1 по O3 имели задачу высадки основной части десанта и имели схожую организацию. Каждая состояла из трёх пехотных транспортов и различного числа танкодесантных кораблей (Landing Ship, Tank)(LST), Landing Craft Control (LCC), Landing Craft Infantry (LCI(L)), Landing Craft Tank (LCT), и Landing Craft Mechanized (LCM). Штурмовая группа О4 должна была высадить рейнджеров и особую сапёрную группу на Пуант-дю-Ок и сектор Дог-грин, она состояла только из шести небольших транспортов.
Пехотные транспорты штурмовых групп O1 и O2 состояли из двух атакующих транспортов ВМС США (APA or AP) и Королевского флота (Landing Ship, Infantry) (LSI(L)). Все три атакующих транспорта штурмовой группы О3 принадлежали ВМС США. Каждый транспорт мог перевозить 1.400 человек и 26 десантных катеров типа LCVP (лодок Хиггинса). Британские транспорты LSI(L) перевозили от 900 до 1.400 человек и 18 штурмовых десантных катеров (Landing Craft Assault-LCA). Все пехотные транспорты штурмовой группы О4 принадлежали Королевскому флоту. Группа состояла из трёх LSI(S) и трёх LSI(H) (LSI(S) и LSI(H) — более мелкие варианты LSI(L)). Каждый транспорт мог переносить от 200 до 250 человек и 8 LCA.
Группа поддержки насчитывала 67 кораблей. На них находились оружие, ракеты, зенитки, дымовые устройства. Группа минных тральщиков состояла из четырёх флотилий:
- 4-я из девяти тральщиков Королевского флота
- 31-я из девяти тральщиков Канадского Королевского флота
- 104-я из десяти береговых тральщиков Королевского флота
- 167-я из десяти прибрежных тральщиков Королевского флота[22][24]

Артиллерийская группа С состояла из двух линкоров, трёх крейсеров (два от Свободной Франции, один от Королевского флота) и 13 эсминцев (три от Королевского флота).

## Предварительная корабельная бомбардировка

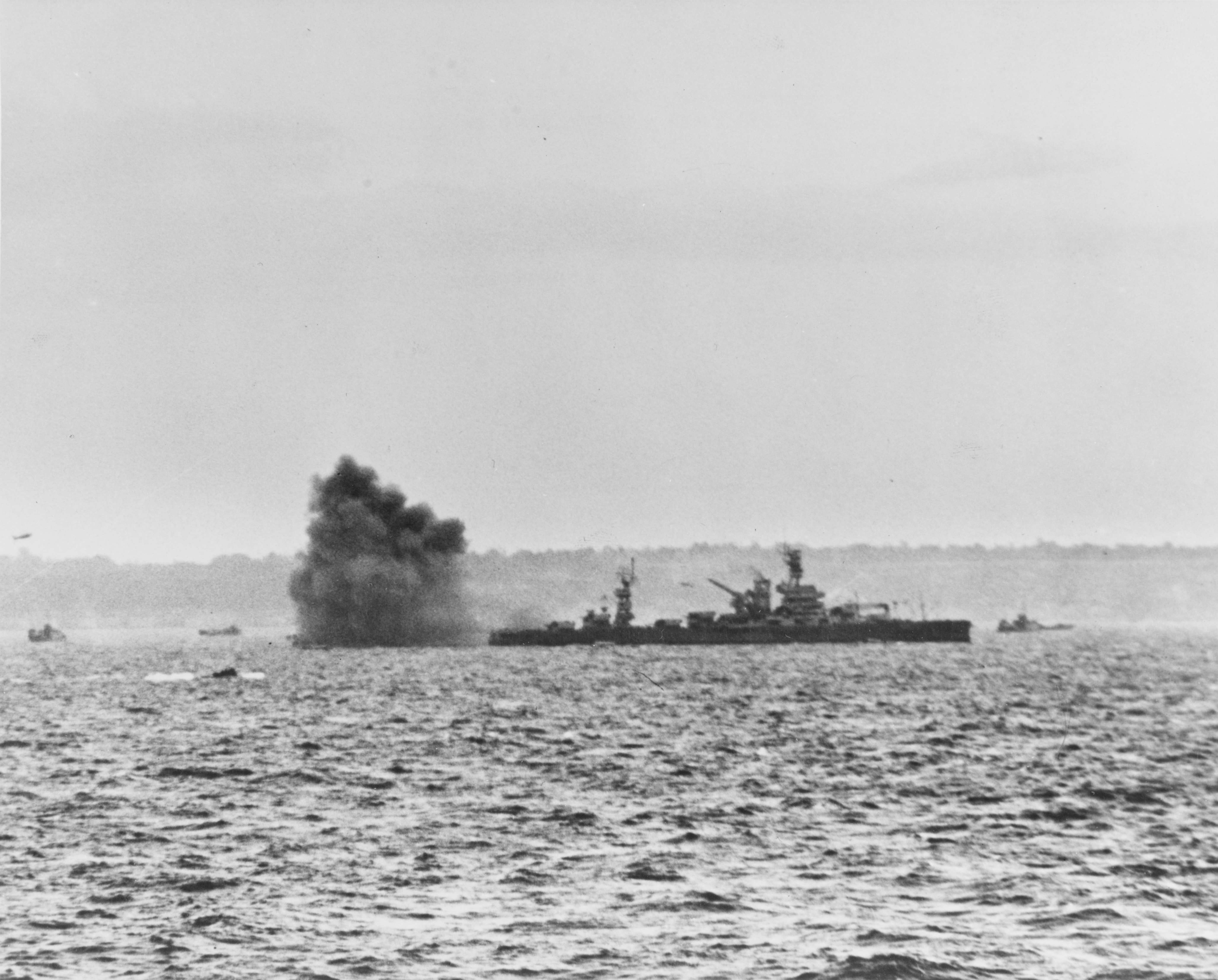
USS Arkansas обстреливает береговые батареи противника в секторе Омаха

Генерал Брэдли, проводя смотр союзных сил в Англии, готовящихся ко дню D, обещал солдатам, что немцы, защищающие пляж, будут сметены огнём корабельных орудий перед высадкой десанта:

«Вы, ребята, должны считать себя счастливчиками. У вас будут места в первом ряду для просмотра величайшего шоу на земле.»
Оригинальный текст (англ.)
"You men should consider yourself lucky. You are going to have ringside seats for the greatest show on earth," 
.— 
 Говоря про шоу, Брэдли имел в виду корабельный обстрел.
Однако командир целевой группы № 124 «штурмового отряда Омахи-Бич», контр-адмирал Джон Л. Халл совсем не разделял оптимизма Брэдли. Он заявил: «Это преступление — посылать меня в величайшую механизированную высадку десанта в истории с такой неудовлетворительной корабельной огневой поддержкой».
Сразу после 5.00 немцы на Порт-де-Бессён доложили о появлении кораблей близ побережья. В 5.30 германская артиллерия открыла огонь по американскому эсминцу «Эммонс». Эсминец не остался в долгу, присоединившись к обстрелу побережья, которое повёл крейсер Свободной Франции «Жорж Лейг». Позднее к обстрелу присоединился американский линкор «Арканзас». В 5.50 начался запланированный обстрел побережья. Американский линкор «Техас» и эсминцы USS «Сэттерли» и HMS Talybont вели огонь по сектору Пуэнт-дю-Ок. Британский эсминец первым разбил радарную станцию в Пуэнт-и-Раз де ля Персе.
Затем союзники сместили фокус обстрела на береговые укрепления. В 6.00 36 самоходных гаубиц M7 Priest и 34 танка подошедшие к берегу на танкодесантных кораблях LCT начали поддерживать своим огнём корабельную артиллерию. Затем к обстрелу присоединились 4,7 дюймовые орудия и ракеты с девяти британских танкодесантных кораблей LCT(R). Планировалось, что они откроют огонь при приближении до 300 м к берегу
.
В 6.00 вернулись 448 бомбардировщиков В-24, которые вчера уже провели одну бомбардировку над Омахой. Однако пасмурная погода и полученный экипажами приказ избегать попаданий в свои войска, которые к этому времени приближались к побережью привели к тому, что бомбардировщики промахнулись. Только три бомбы упали близ области пляжа.
Вскоре после начала обстрела 916-й полк немецких панцергренадер доложили, что их позиции попали под особенно плотный огонь, а пункт WN-60 разбит. Хотя эсминцы «Сэттерли» и Talybont очень помогли рейнджерам при штурме утёсов Пуэнт-дю-Ок, в остальных местах воздушная и корабельная бомбардировка не была столь эффективной, германские береговые укрепления и артиллерия поддержки по большей части остались невредимыми.
Поздние анализы военно-морской поддержки в ходе фазы перед высадкой показали, что флот провёл недостаточный обстрел учитывая объём и масштабы планируемого наступления. Кеннет П. Лорд один из армейских разработчиков плана вторжения в день D заявил, что он и его коллеги были весьма огорошены, узнав о плане поддержки высадки на Омаха-Бич со стороны военно-морской артиллерии. Поддержка ограничивалась всего лишь одним линкором, двумя крейсерами и шестью миноносцами, что не шло ни в какое сравнение с массированными корабельными обстрелами в ходе высадок на Тихоокеанском театре.
Историк Адриан Р. Льюис считал, что в случае более длительного обстрела американские потери сократились бы. Однако начальник штаба первой пехотной дивизии отмечал, что его дивизия вряд ли смогла прорваться с пляжа без эффективного корабельного обстрела.

## Первая волна высадки

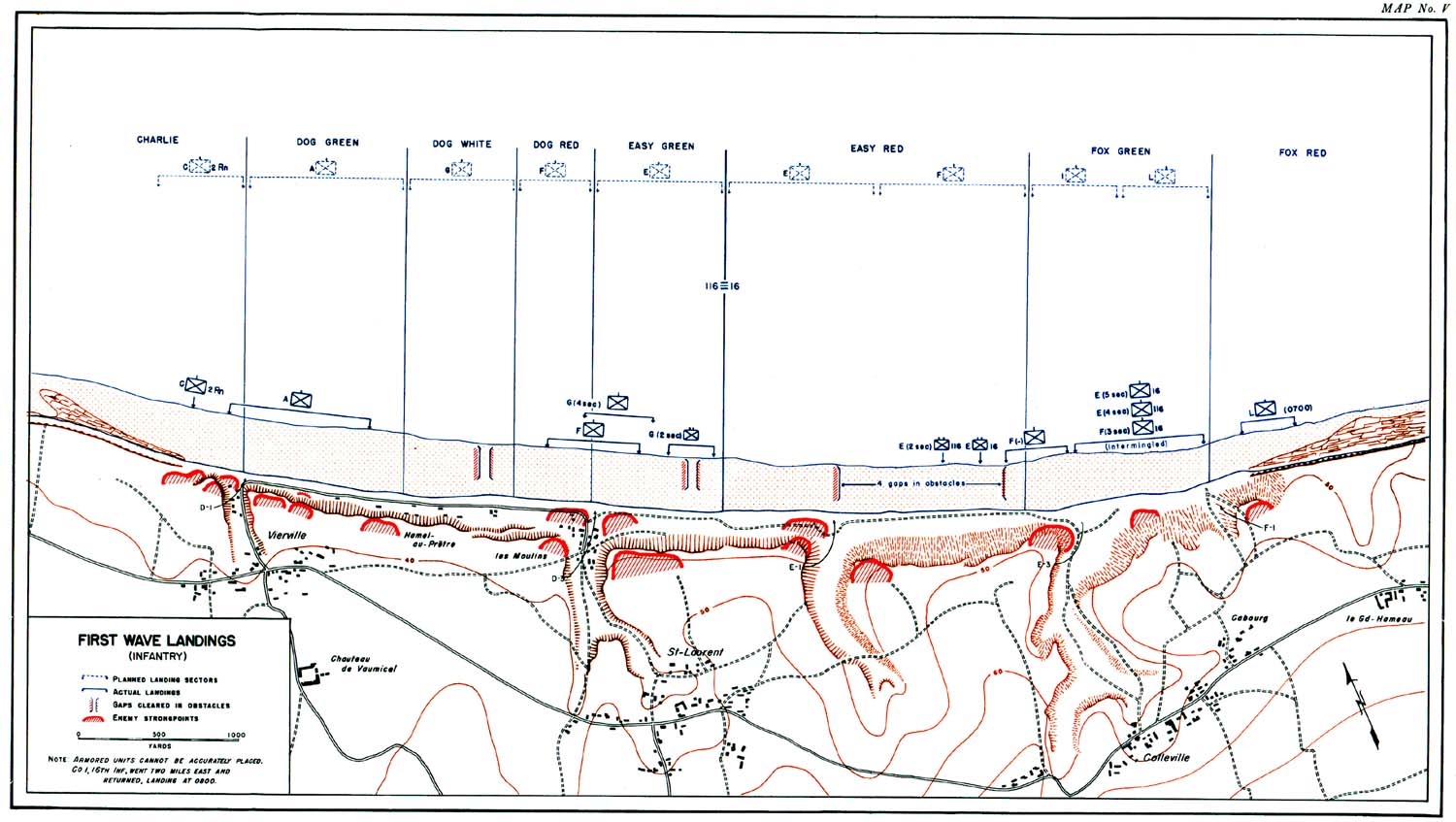
Официальная историческая карта первой волны высадки

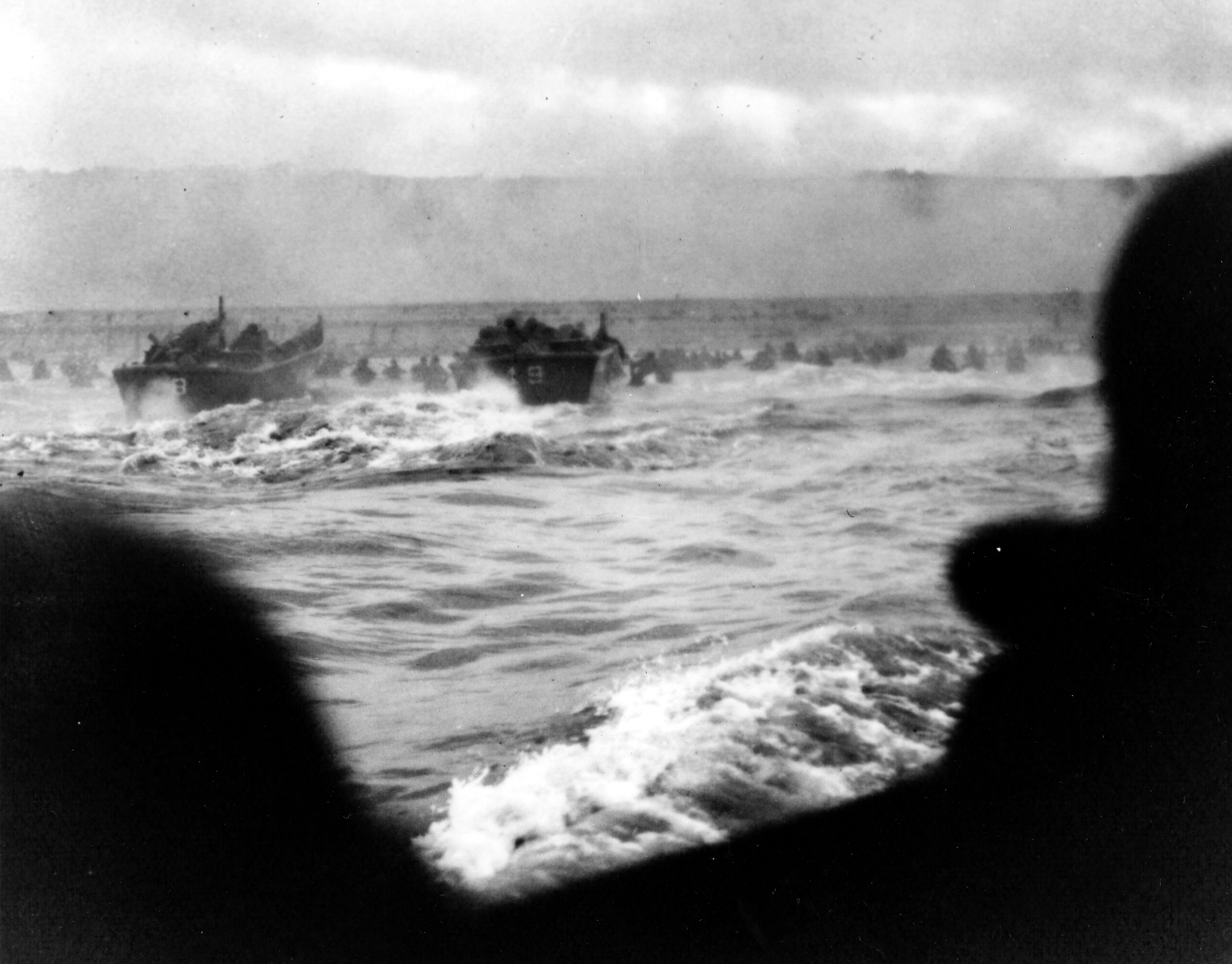
Время Ч, десантный корабль из первой волны штурма приближается в дыму после бомбардировки

Несмотря на эти приготовления, почти весь план пошёл вразнос. Десять десантных судов были потеряны до того как они приблизились к берегу, залитые волнами. Несколько судов остались на плаву только благодаря десантникам, которые поспешно вычерпывали воду своими касками. Войска, ожидающие высадки, страдали от морской болезни. Десантные лодки боевой команды 16-го полка прокладывали путь среди солдат, борющихся за жизнь в бурном море и среди плотов, на борту которых находились выжившие члены экипажей затонувших DD танков. Штурмовые корабли не могли определить своё точное местоположение, так как дым и поднявшийся туман скрывал береговые ориентиры, сильное течение сносило корабли к востоку.
Как только лодки приблизились на несколько сотен метров к берегу, они попали под усиливающийся плотный огонь из автоматического оружия и артиллерии. Только тогда союзники убедились, что бомбардировка перед высадкой оказалась неэффективной. Бомбардировка началась позже из-за погодных условий, и бомбардировщики, опасаясь попасть в десантные суда, которые уже прибывали, сбросили бомбы в глубине территории, не нанеся весомого ущерба немецкой береговой обороне.

### Высадка танков
Поскольку море было неспокойно, было принято решение, чтобы DD танки 743-го батальона доставлялись к берегу силами боевой команды 116-го полка. Наткнувшись на хорошо защищённый обрыв у Вьервиля, рота В 743-го батальона потеряла всех офицеров и половину DD танков. Напротив, две остальные роты высадились без первоначальных потерь слева от роты В. На фронте боевой команды 16-го полка два DD танка, которые смогли доплыть до берега, присоединились к трём другим, высаженным прямо на пляж, поскольку рампа их судна была повреждена. Оставшаяся танковая рота смогла высадить 14 из своих 16 танков (но три из них были сразу же подбиты).

### Высадка пехоты

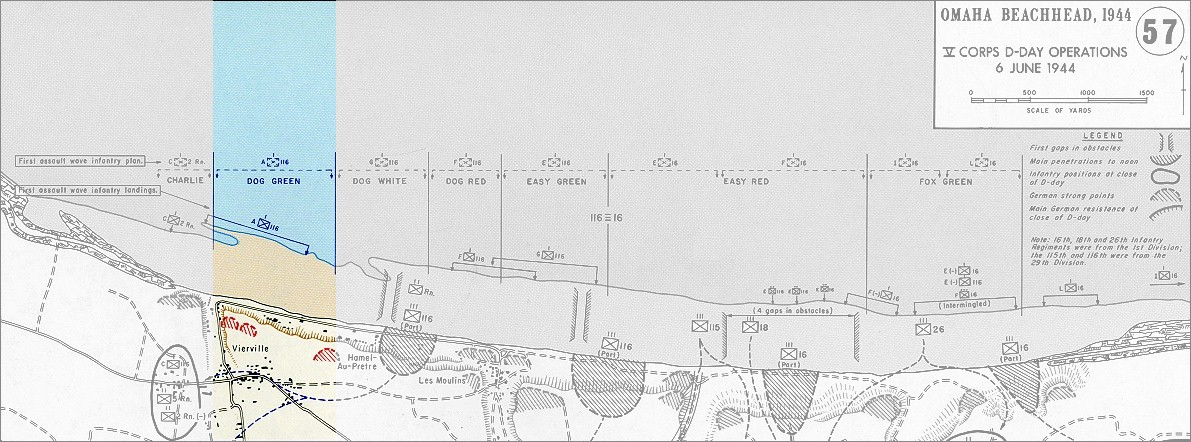
Dog Green

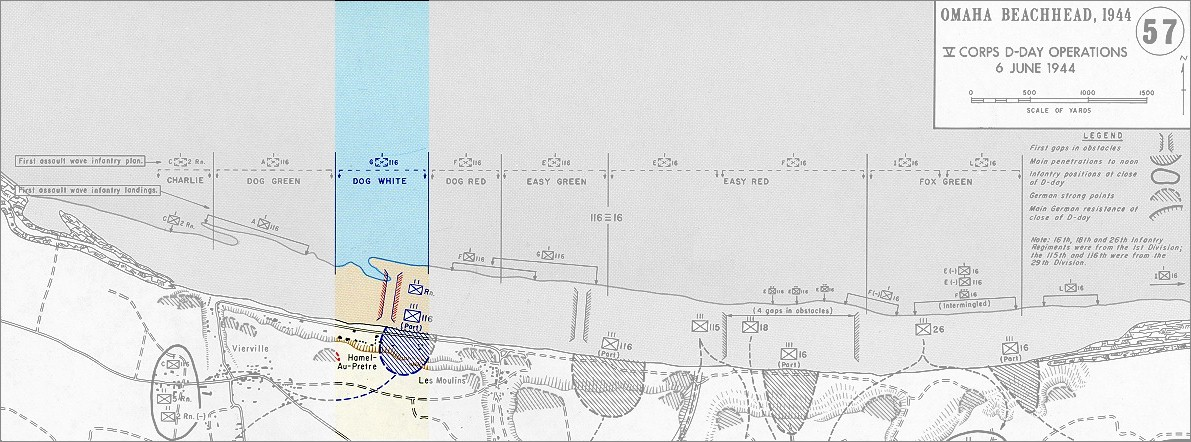
Dog White

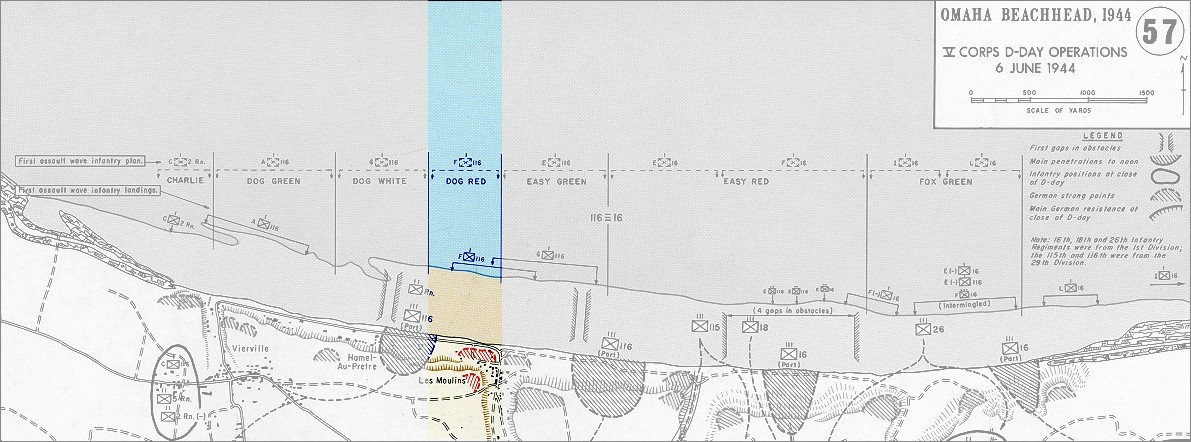
Dog Red

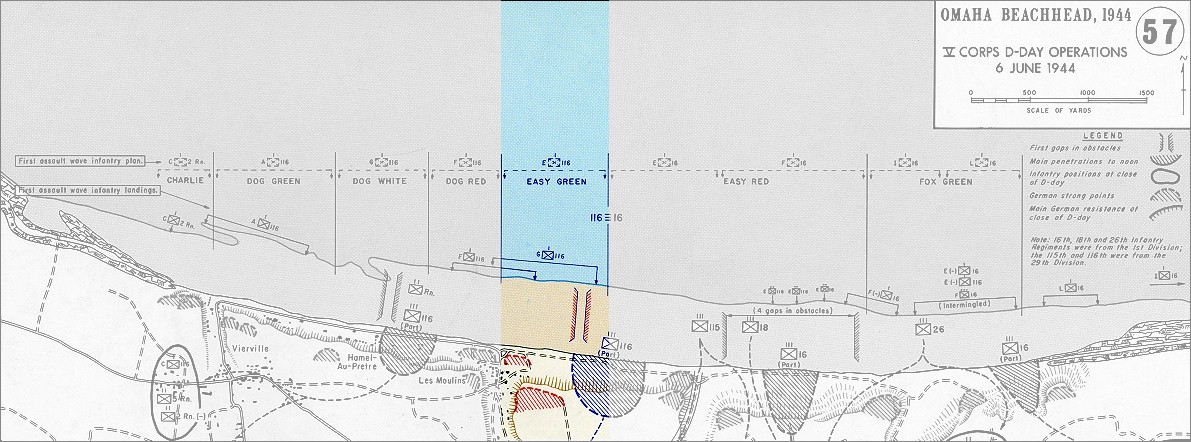
Easy Green

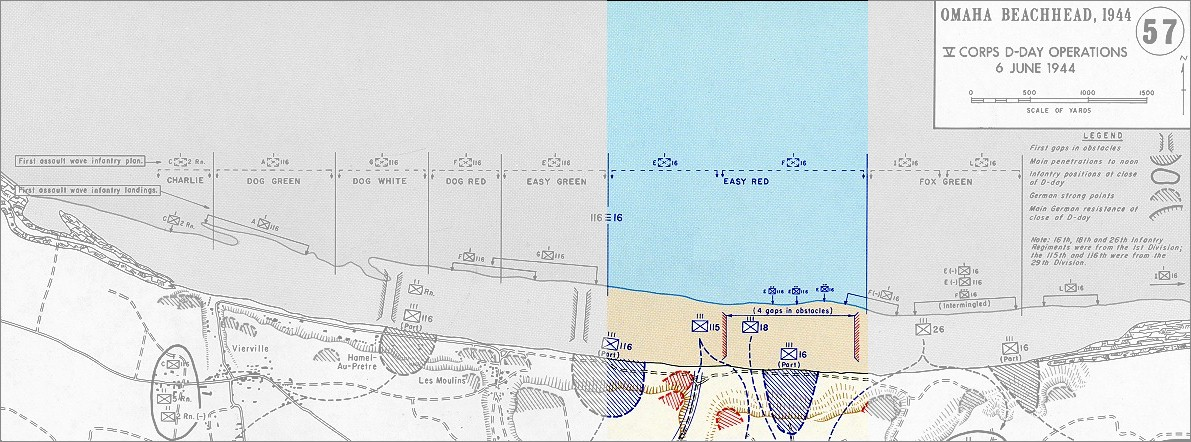
Easy Red

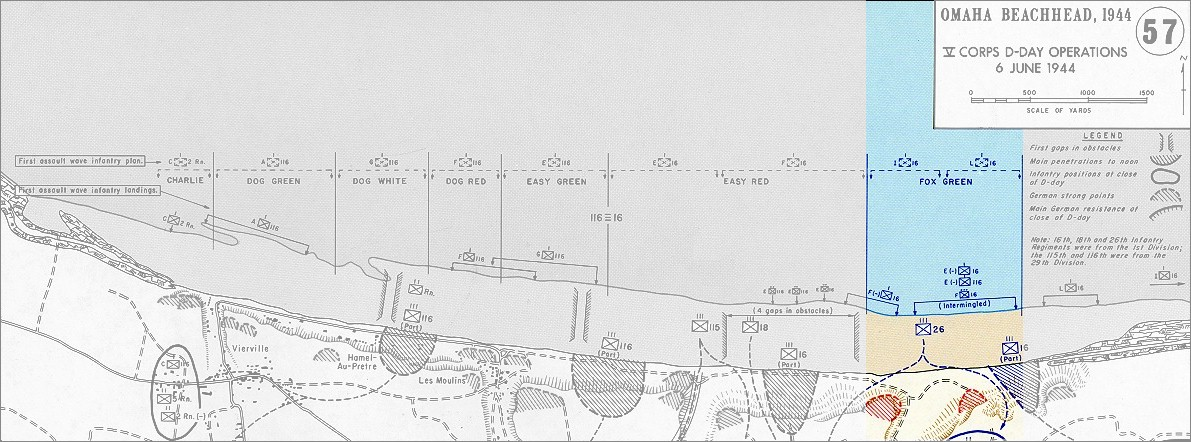
Fox Green

Я был первым высадившимся. Седьмой по счету солдат, так же как и я, выскочил на берег, не получив ущерба для себя. А вот все между нами были подстрелены: двое убиты, трое ранены. Вот насколько везучим нужно было быть. 
Капитан Ричард Меррил, 2-й батальон рейнджеров.
Оригинальный текст (англ.) 
«I was the first one out. The seventh man was the next one to get across the beach without being hit. All the ones in-between were hit. Two were killed; three were injured. That's how lucky you had to be. 
Captain Richard Merrill, 2nd Ranger Battalion.»

Из девяти рот первой волны штурма только рота А боевой команды 116-го полка в секторе Dog Green и рейнджеры на её правом фланге высадились, где им было предназначено. Рота Е боевой команды 116-го полка направлявшаяся в сектор Easy Green рассеялась по двум секторам пляжа, где должна была высадиться боевая команда 16-го полка. Рота G боевой команды 116-го полка, стремящаяся в сектор Dog White, обнаружила 900-метровую брешь между собой и ротой А 116-го полка на их правом фланге, когда они вопреки плану высадились в секторе Easy Green. Рота I боевой команды 16-го полка сдрейфовала так далеко на восток, что высадилась на землю только спустя полтора часа.
Почти вся пехота, высадившаяся с десантных судов, оказалась на песчаных отмелях длиной в 45—90 метров. Чтобы добраться до пляжа, им следовало идти вброд 180 или более метров, вода местами доходила до горла. Те, кто высадились на гальке, прошли эту дистанцию со скоростью пешехода, поскольку были тяжело нагружены. Большинству отрядов пришлось мужественно встретить интенсивный обстрел из стрелкового оружия, миномётов и блокирующий пулемётный огонь по площадям. В секторе Dog Red противостоящий опорному пункту Les Moulins после обстрела из корабельных орудий загорелась трава, появившийся дым скрыл высаживающиеся войска, огонь защитников потерял свою эффективность. Некоторые подразделения рот G и F 116-го полка смогли достичь возвышения из гальки почти без потерь, хотя рота F утратила организацию после потери своих офицеров. Рота G 116-го полка смогла сохранить некоторую сплоченность, но вскоре при попытке пойти на запад и достигнуть предназначенной ей цели попала под огонь направленный вдоль отмели и пришла в беспорядок. Наиболее заметно рассеялись лодки вдоль фронта боевой команды 16-го полка, части рот Е и F 16-го полка и роты Е 116-го полка смешались, что помешало им пойти на импровизированный штурм берега, который мог бы переломить ситуацию, возникшую после неточной высадки. Рассеявшиеся части роты Е 116-го полка смогли избежать тяжёлых потерь, хотя им пришлось побросать большую часть вооружения после того, как они, высадившись на песчаную отмель, натолкнулись на глубокую канаву и вынуждены были достигать берега вплавь.
Самые тяжёлые потери понесли части, высадившиеся на крайних концах Омахи-Бич. На востоке в секторе Fox Green и примыкающей к нему части сектора Easy Red рассеявшиеся подразделения трёх рот потеряли половину людей, прежде чем добрались до гальки, где оказались в относительной безопасности. Многим из них пришлось ползти 270 метров по пляжу, опережая наступающий прилив. Через 15 минут после высадки в секторе Dog Green на западном конце пляжа рота А 116-го полка оказалась разорванной на части, командиры выбыли из строя, потери достигли 120 человек . Выжившим пришлось прятаться в воде или за препятствиями. Рейнджерам на правом фланге повезло больше, они нашли укрытие за скалами, но также потеряли половину людей.
Рота L 16-го полка высадилась на полчаса позже слева от сектора Fox Green, они начали нести потери находясь в лодках, ещё большие потери они понесли, когда пересекали 180 метров пляжа. Используя естественные укрытия местности на дальнем восточном краю Омахи 125 выживших смогли организовать и начать штурм скал. Они оказались единственной ротой из первой штурмовой волны которая смогла приступить к действию как единое подразделение. Все остальные роты были в лучшем случае дезорганизованы, в большинстве остались без командования и были прижаты к возвышению из гальки без надежды выполнить свои штурмовые задачи. В худшем случае подразделения прекращали существование как боевой отряд. Почти все подразделения высадились по крайней мере в нескольких сотнях метров от цели, и этого стало достаточно, чтобы полностью провалить весь план сложной операции, где каждому подразделению на каждой лодке была дана особая задача.

### Высадка сапёрных частей
Как и пехота, сапёрные подразделения не выполнили поставленных перед ними задач: только пять команд из шестнадцати прибыли на предназначенные для них места. Три команды высадились там, где не было ни пехоты ни брони, чтобы их прикрыть. Работая под сильным огнём, сапёры смогли расчистить дорогу через препятствия, сделав проломы. Работу осложняла потеря оборудования и проходящая через препятствия или укрывающаяся за ними пехота. Сапёры несли большие потери от вражеского огня, выстрелы сносили взрывчатку, с которой они работали. В одной из команд восемь человек вытаскивали заготовленную лодку с взрывчаткой, когда в неё попал артиллерийский снаряд; только один выжил после последующей детонации и взрыва. Другая команда донесла свою взрывчатку до предназначенной области, и их накрыло миномётным выстрелом. Преждевременный взрыв убил и ранил 19 сапёров; пехотинцы, находящиеся рядом, тоже пострадали. Тем не менее, сапёрам удалось создать шесть проломов, по одному в секторах Dog White и Easy Green перед фронтом боевой команды 116-го полка, четыре пролома в секторе Easy Red на фронте 16-го полка. Сапёрные команды потеряли свыше 40 % личного состава.
.

## Вторая волна высадки

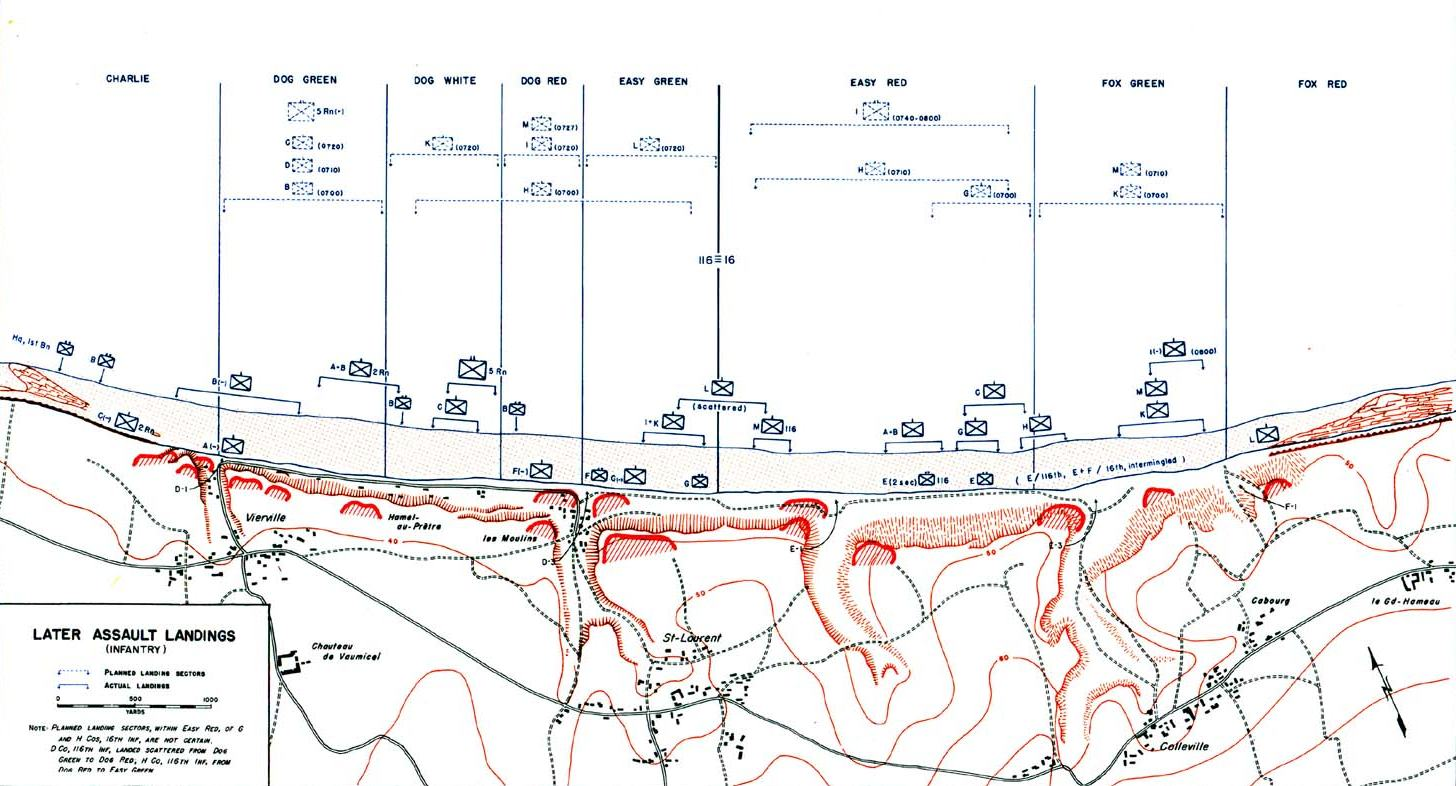
Официальная историческая карта второй волны высадки

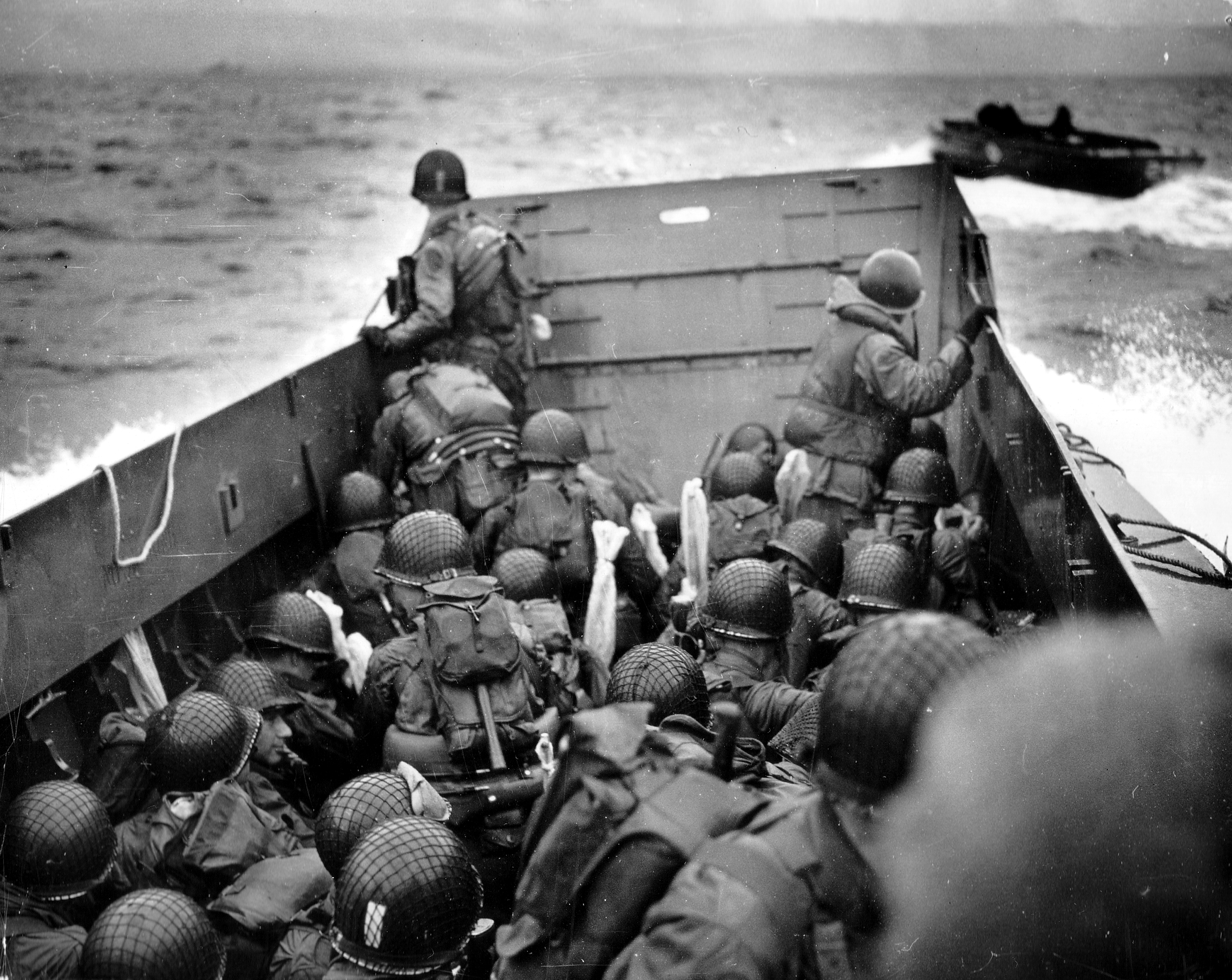
Приближение к берегу

Так как первоначальные цели не были выполнены, то вторая, большая по численности волна высадки началась в 07:00 с целью доставки подкреплений, обеспечения оружием и доставки штабных командиров. Штурмующие второй волны попали в такую же сложную ситуацию, как и их товарищи из первой волны. Единственным реальным плюсом для солдат второй волны послужило большее их количество, что снизило концентрацию вражеского огня. Выжившие из первой волны не смогли обеспечить эффективный прикрывающий огонь и в некоторых местах свежие высаживающиеся войска понесли такие же высокие потери, как и войска первой волны. Попытка штурмующих первой волны расчистить достаточные для продвижения пути через препятствия провалилась, что также увеличило трудности для второй волны, прибывающий прилив начал скрывать оставшиеся препятствия от высаживающихся. Десантные суда понесли большие потери, натыкаясь на препятствия перед подходом к берегу. Как и при первоначальной высадке трудности с навигацией привели к срыву плана высадки, пехота распылялась, штабные командиры (выполнявшие жизненно важную роль) оказывались далеко от своих подразделений.
На фронте боевой команды 116-го полка роты B, C и D (остаток 1-го батальона) высадились для поддержки роты А 116-го полка в секторе Dog Green. Три лодки на борту которых находились их штаб и группы комендантов пунктов высадки десанта высадили своих пассажиров далеко к западу под скалами. Их действительные потери при пересечении пляжа остаются неизвестными. Одна треть или половина от их числа провели остаток дня прижатые к земле снайперским огнём. Сектор Dog Green по-прежнему оставался опасным. Рота В 116-го полка была сильно рассеяна и высадилась в разных местах, те солдаты, что высадились в этом секторе, поспешили присоединиться к выжившим из роты А 116-го полка, борясь за выживание у кромки воды. Две роты 2-го батальона рейнджеров высадившиеся позже на краю сектора Dog Green добрались до дамбы, потеряв половину людей.
Иная ситуация получилась в секторе Dog White, расположенном слева от сектора Dog Green между опорными пунктами Вьервиля и Ле Мулён. В результате более ранних неудачных высадок и собственной неудачной высадки в настоящий момент времени войска боевой команды роты С 116-го полка оказались в одиночестве в секторе Dog White, они видели только небольшую группу танков из первой волны высадки. Дым поднимающийся от горящей травы скрывал их продвижение по пляжу, они добрались до стены с небольшими потерями, ни одно подразделение 116-го полка не пробралось так далеко. Хотя первый батальон фактически растерял своё тяжёлое вооружение, а боевая команда роты D 116-го полка катастрофически пострадала в результате высадки, наращивание сил в секторе Dog White продолжалось. Боевая команда роты С 116-го полка присоединилась к 5-му батальону рейнджеров ввиду его целостности. Командир рейнджеров, осознавая тяжёлую ситуацию в секторе Dog Green', приказал десантным судам отправиться туда, чтобы отвлечь внимание. Как и в случае с командой роты С дым также скрывал наступление рейнджеров, хотя 2-й батальон рейнджеров угодил на правый фланг высадки рейнджеров. В этом секторе смогла высадиться относительно невредимой группа командования 116-го полка. В неё входил помощник командира 29-й дивизии бригадный генерал Норманн Кота.
Дальше на восток оборона опорных пунктов была эффективнее, оставшийся 2-й батальон понёс тяжёлые потери у опорных пунктов, окружающих Ле Мулён. Там же у берега сражалась рота Н 116-го полка и штабные работники. Выжившие присоединились к остаткам роты F за галечной мелью, командир батальона смог собрать 50 человек и предпринять атаку через мель. Однако дальнейшее наступление через утёсы восточнее Ле Мулён было слишком слабым, чтобы возыметь какой либо эффект, наступающим пришлось отступить. Слева от них высадился (в основном между обрывами на границе секторов Easy Green и Easy Red) батальон поддержки 116-го полка. Он не понёс таких ощутимых потерь, но солдаты были слишком рассеяны и дезорганизованы, чтобы немедленно принять участие в штурме утёсов.
Фронт 16-го полка на восточном конце сектора Easy Red, находился между опорными пунктами. Благодаря этому рота G 16-го полка и батальон поддержки при наступлении по пляжу избежали полного уничтожения. Тем не менее в течение дня рота G потеряла 63 человека (большая часть её потерь) до того как солдаты достигли галечной мели. Остальная часть 2-го батальона находилась во второй волне высадки. Рота Н 16-го полка высадилась в трёхстах ярдах левее, напротив обрывов утёса Е-3 и осталась вне игры в течение нескольких часов, поскольку не смогла их преодолеть..

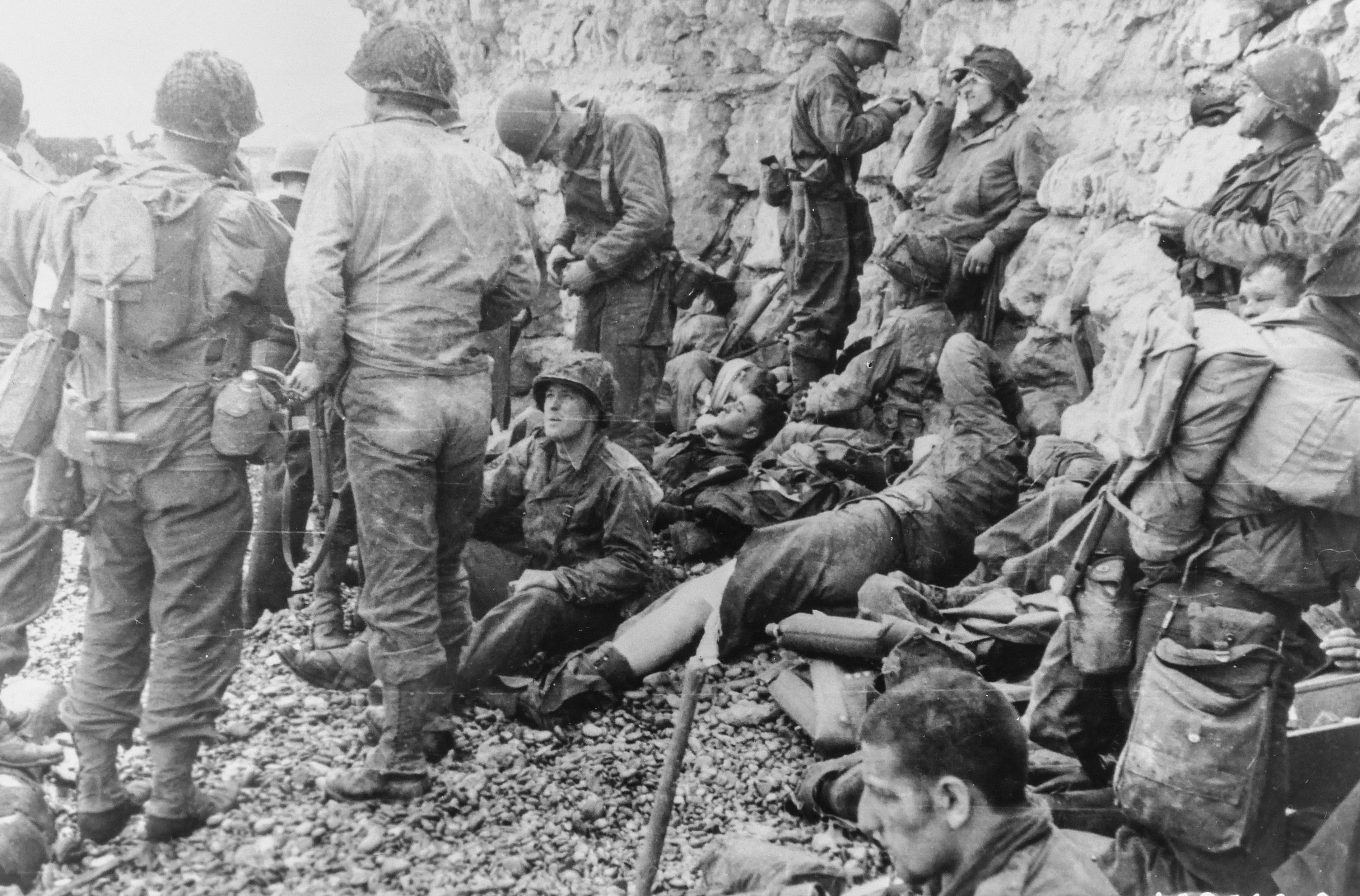
Группа американских военных 3-го штурмового батальона 16-го полка возле скал в перерыве перед наступлением 8 июня 1944 года (сектор Fox Red).

На крайней восточной части пляжа перепутались солдаты из пяти разных рот. В ходе столь же дезорганизованной высадки второй волны ситуация несколько улучшилась. Свыше двух рот 3-го батальона оказались в этой куче-мале. Рота I 16-го полка, которую море отнесло от первой волны в 8.00 высадилась в секторе Fox Green. Во время их возвращения на восток две лодки из шести были залиты водой, затем они оказались под огнём в результате чего три из четырёх оставшихся лодок пострадали от артиллерии и мин, четвёртая зацепилась за препятствие. Капитан из этой роты оказался старшим по званию офицером и взял командование над батальоном, оказавшимся в тяжёлом положении.

### Положение американцев
Вместе с пехотой второй волны начали прибывать орудия поддержки, встречая тот же хаос и разрушение, что и стрелковые роты. Военные инженеры, получившие задание расчистить выходы и обозначить пляжи потеряли свои цели и высадились без своего оборудования. Множество полугусеничных транспортных средств, джипов и тракторов оказались под водой на глубине. Те что смогли выбраться на берег заглохли на пляже и стали лёгкой целью для немцев. Большинство радиопередатчиков были утеряны, что ещё более усложнило задачу организации рассеянных деморализованных войск, командные группы, высадившиеся на пляж смогли распоряжаться только солдатами, находящимися в непосредственной близости. Не считая нескольких уцелевших танков и взвода тяжёлого вооружения у штурмующих войск было только их собственное вооружение, которое после преодоления волн прилива и таскания по песку нуждалось в чистке перед использованием.

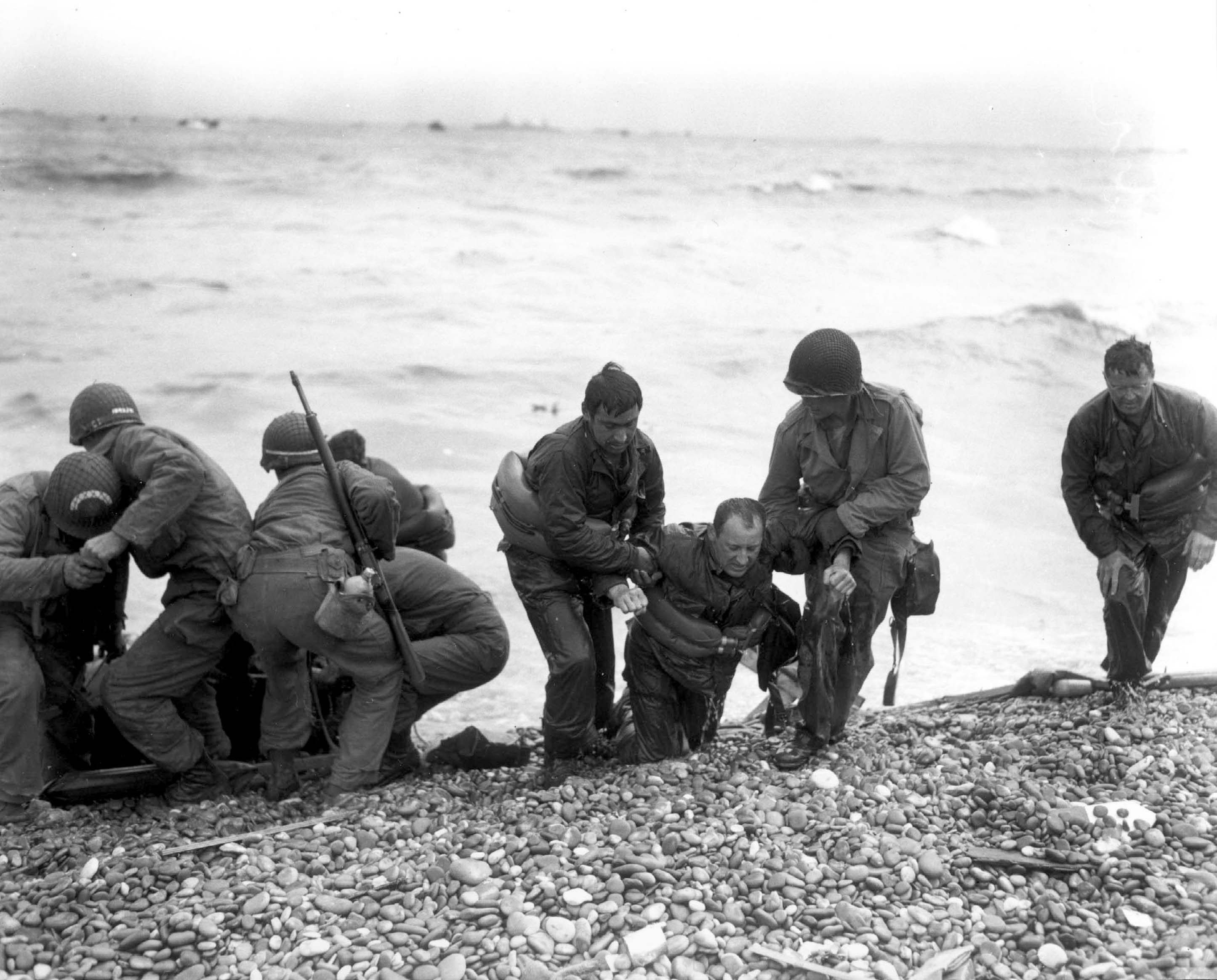
Раненые солдаты из затонувших судов

Выжившие, укрывшиеся за галечной мелью, многие из которых первый раз в жизни вступили в бой, оказались сравнительно надёжно укрытыми от огня из лёгкого стрелкового вооружения, но всё же не были защищены от миномётного и артиллерийского обстрела. Перед ними простиралась плотно заминированная равнина, открытая для огня ведущегося с утёсов. Солдаты пали духом. Многие группы остались без лидера, на их глазах вершилась судьба соседних отрядов и войск высаживающихся около них. Раненые оказавшиеся на пляже тонули в поднимающемся приливе, десантные суда в море получали попадания и загорались.

### Положение немцев
В 13:35 352-я немецкая дивизия доложила, что штурмующие сброшены в море. Со своего наблюдательного пункта в Пуан дё ля Персе, откуда открывался обзор всей западной части пляжа, немцы видели, что штурм был остановлен на побережье. Офицер на пункте наблюдения отметил, что американские солдаты укрываются за препятствиями, и насчитал десять горящих танков. Однако в 7.35 утра третий батальон 726-го гренадерского полка, защищающий обрыв F-1 в секторе пляжа Fox Green, доложил, что 100—200 американских солдат просочились через фронт и что вражеские солдаты находятся уже внутри проволочного периметра у опорных пунктов WN-62 и WN-61 и атакуют защитников с тыла. Потери оборонявшихся начали расти. 916-й полк, оборонявший центр зоны 352-й дивизии, доложил, что высадившиеся разбиты, но также запросил подкреплений. Запрос не мог быть выполнен, поскольку ситуация по всей Нормандии становилась всё более напряжённой для защитников. Резервный 915-й полк 352-й дивизии, ранее отправленный против американского воздушного десанта, высадившегося к западу от Омахи, был отправлен в зону Gold Beach к востоку от Омахи, так как оборона там начала рассыпаться.

## Прорыв
Вы собираетесь лежать здесь, чтобы вас убили или подниметесь и что-нибудь сделаете? 
Неизвестный лейтенант, сектор Easy Red
Оригинальный текст (англ.)
Are you going to lay there and get killed, or get up and do something about it?
Unidentified lieutenant, Easy Red.

Ключевые географические факторы (обрывы и выходы с пляжа — главные цели первоначального плана штурма) оказали влияние на ход высадки и, соответственно, обусловили течение следующей фазы боя. Немцы сконцентрировали оборону вокруг этих обрывов, поэтому войска, высадившиеся поблизости, уже не смогли продвигаться дальше. Высадка в полной мере удалась в областях между обрывами у утёсов. Вдали от обрывов защита была слабее, наступление там проходило с большим успехом.
Лидерство стало другим критическим фактором, решившим исход следующих нескольких часов сражения. Первоначальный план полностью пошёл вразнос, поскольку множество подразделений высадилось не в том месте, люди были дезорганизованы и рассеяны. Большинство командиров погибли или отсутствовали, оставалось мало средств связи, команды часто передавались криком. В отдельных местах собрались мелкие группы бойцов, набравшихся из состава различных рот, в некоторых случаях даже из состава различных дивизий. Они были «вдохновлены или подавлены и запуганы» находились далеко от относительной безопасности укрытий за галечной мелью, им предстояло выполнить изнурительную задачу сокращения сил гитлеровцев, оборонявших утёсы.

### Штурм утёсов

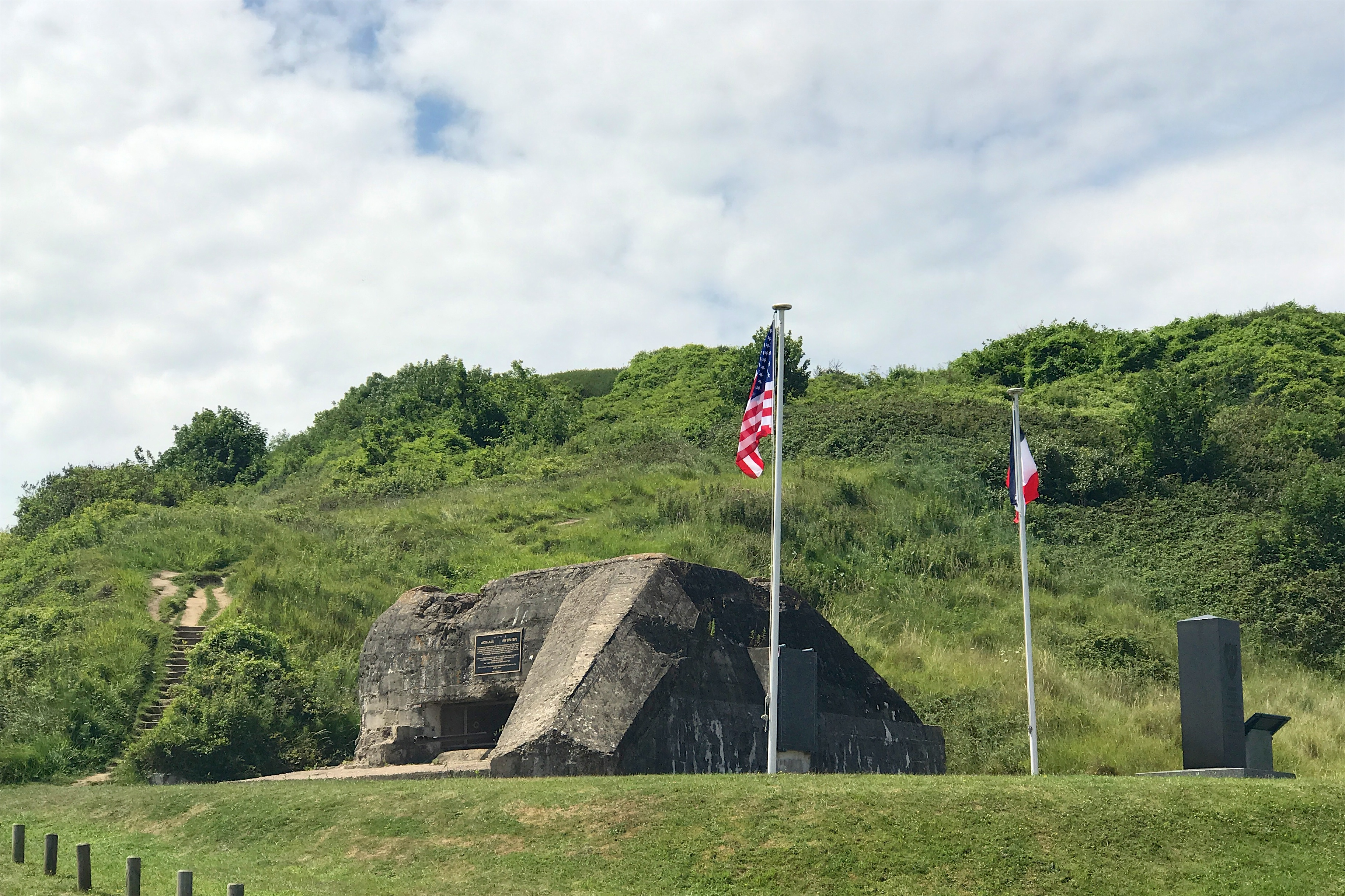
WN-65 защищавший обрыв E-1

Выжившие солдаты роты С 2-го батальона рейнджеров из первой волны высадились в секторе Dog Green около 06:45, они взобрались на скалы у сектора Dog White и обрыва Вьервиля. Позднее они присоединились к неудачно высадившейся части роты В 116-го полка и эта группа сработала лучше всех в это время дня, солдаты поднялись наверх и захватили опорный пункт WN-73, защищавший обрыв D-1 у Вьервиля.
В 7.50 рота С 116-го полка пошла в атаку в секторе Dog White между опорными пунктами WN-68 и WN-70, проложив дорогу через проволочные заграждения при помощи бангалорской торпеды и кусачек. 20 минут спустя 5-й батальон рейнджеров присоединился к наступающим силам и пробил дополнительные проходы. Командная группа разместилась на вершине утёса, к ней примкнули солдаты рот G и H 116-го полка, которые ранее пробрались вдоль пляжа. Таким образом узкий фронт расширился к востоку. К 9.00 небольшие группы из рот B и F 116-го полка добрались до гребней, расположенных немного восточнее сектора Dog White. Правый фланг групп осуществлявших проникновение прикрывался выжившими бойцами из 2-го батальона рейнджеров. Между 08:00 и 08:30 роты А и В независимо от других сил с боем пробили себе дорогу к вершине. Они захватили опорный пункт WN-70 (уже значительно повреждённый артиллерийским огнём флота) и присоединились к 5-му батальону рейнджеров, чтобы двигаться вглубь страны. К 9.00 свыше 600 американцев группами численностью от нескольких человек до роты достигли вершины утёса напротив сектора Dog White и развили наступление вглубь страны.
3-й батальон боевой команды 116-го полка проложил путь через равнины и поднялся на утёс между опорными пунктами WN-66 (который защищал обрыв D-3 у Ле Мулён) и WN-65 (защищавший обрыв E-1). Они наступали малыми группами, поддерживаемые тяжёлым вооружением команды М 116-го полка, которая удерживала позицию на утёсе. Успешное наступление замедлилось поскольку склоны утёса были заминированы, но солдаты всех трёх стрелковых рот вместе с солдатами части рассеянной роты G 116-го полка к 9.00 захватили вершину, что вынудило защитников опорного пункта WN-62 отправить ошибочный рапорт о том, что пали два опорных пункта WN-65 и WN-66.
Между 7.30 и 8.30 солдаты рот G и E 16-го полка и рота Е 116-го полка собрались вместе и вскарабкались на утёсы в секторе Easy Red между опорными пунктами WN-64 (защищавшим обрыв E-1) и WN-62 (обрыв E-). В 9.05 немецкие наблюдатели доложили, что потерян опорный пункт WN-61 и что из опорного пункта WN-62 стреляет только один пулемёт. 150 человек (в основном из роты G 16-го полка) достигли вершины, что было затруднено больше минными полями чем вражеским огнём и продолжили атаку на юг к командному пункту опорного пункта WN-63 на гребне Кольвиля. Тем временем, рота Е 16-го полка под командой второго лейтенанта Джона Спалдинга и капитана Роберта Шеппарда повернула на запад вдоль вершин утёсов, вступив в двухчасовый бой с защитниками опорного пункта WN-64. К середине утра их небольшая группа всего из четырёх человек нейтрализовала пункт, взяв 21 пленного, как раз вовремя, чтобы помешать им обстреливать свежие части, которые начали высаживаться. На пляже внизу командир боевой команды 16-го полка полковник Джордж Тейлор высадился в 8.15. Со словами «На этом пляже остаётся два сорта людей: погибшие и те, кто собираются погибнуть, так давайте же выберемся отсюда к чёртовой матери!» он собрал группы солдат из разных частей, отдал их под команду ближайшего унтер-офицера и послал их через область, где уже прошла рота G 16-го полка. К 9.30 полковой командный пункт был установлен на гребне пляжа. Солдаты первого и второго батальонов боевой команды 16-го полка поднимавшиеся на гребень хребта направлялись дальше вглубь страны.
В секторе Fox Green на восточном краю Омахи четыре подразделения роты L 16-го полка высадились без потерь, после чего части рот I и K 16-го полка и роты Е 116-го полка начали подъём по склонам. Благодаря огневой поддержке тяжёлого оружия роты M 16-го полка, танков и эскадренных миноносцев эти силы уничтожили опорный пункт WN-60, защищавший утёс F-1. К 9.00 3-й батальон боевой команды 16-го полка двинулся вглубь страны.

### Военно-морская поддержка

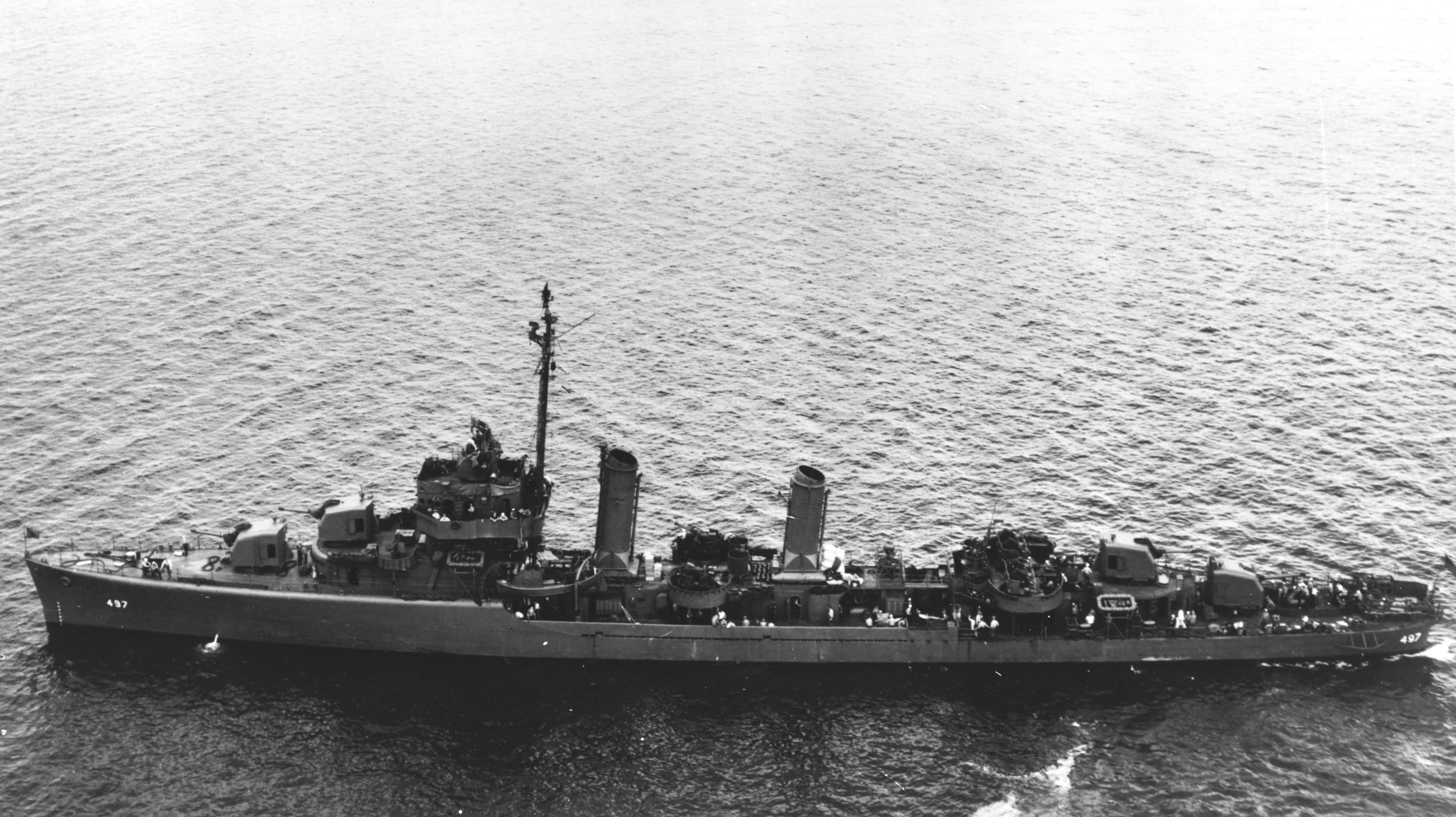
Эсминец ВМС США «Франкфорд»

Наступающие войска могла поддерживать только артиллерия флота. Большие калибры линкоров и крейсеров сконцентрировали огонь на краях пляжа, поскольку комендорам было трудно целиться и они опасались попасть в своих. Эскадренные миноносцы, напротив, смогли подойти ближе к берегу и в 8.00 начали обстрел своих целей. В 9.50, спустя две минуты после того, как американский эсминец «МакКук» уничтожил 75-мм орудийную позицию опорного пункта № 74, эсминцы получили приказ подойти ближе насколько возможно. Некоторые из них несколько раз приближались на 900 м, задевая дно и рискуя сесть на мель. Сапёр, высадившийся на берег в первой волне десанта, увидел американский эсминец «Франкфорд», который выпускал пары у берега и подумал, что корабль сильно пострадал и сидит на мели. Однако корабль двинулся параллельно берегу и направился на запад, его орудия стреляли по подвернувшимся целям. Сапёр подумал, что корабль отплывёт от берега, но вскоре увидел что «Франкфорд» вернулся обратно, его орудия продолжали обстрел. Комендоры корабля увидели у самой кромки обездвиженный танк, продолжавший стрелять. Наблюдая попадания его снарядов, корабельные наводчики корректировали собственный огонь. Таким образом, танк в течение нескольких минут действовал как наводчик огня корабельной артиллерии.

### Германская оборона в глубине страны
Силам германской береговой обороны не удалось сбросить в море высадившихся на пляже. Оборона рассыпалась. Также оборону ослабляли прорывавшиеся штурмовые подразделения. Германское командование сделало акцент главной линии обороны на предположении, что оборона в глубине страны будет существенно слабее и будет основана на небольших зонах подготовленных позиций, которые будут занимать силы меньше роты. Этой тактики оказалось достаточно, чтобы сорвать американское наступление в глубь страны, затруднив даже достижение мест сбора, не говоря уже о выполнении целей дня D. Примером эффективности германской обороны, несмотря на её малочисленность, стала остановка наступления в глубину страны 5-го батальона рейнджеров, наткнувшегося на одиночное пулемётное гнездо, скрытое в живой изгороди. Один взвод попытался обойти германскую позицию и наткнулся на другое пулемётное гнездо слева от первого. Второй взвод был отправлен, чтобы уничтожить второе пулемётное гнездо и нарвался на третье. Когда взвод попытался обойти и это гнездо, то попал под огонь четвёртого пулемёта. Германская оборона успешно пресекла выдвижение тяжёлого вооружения с пляжей, и после четырёхчасового боя рейнджерам пришлось отказаться от любых попыток продвинуться вглубь страны.

## Береговой плацдарм

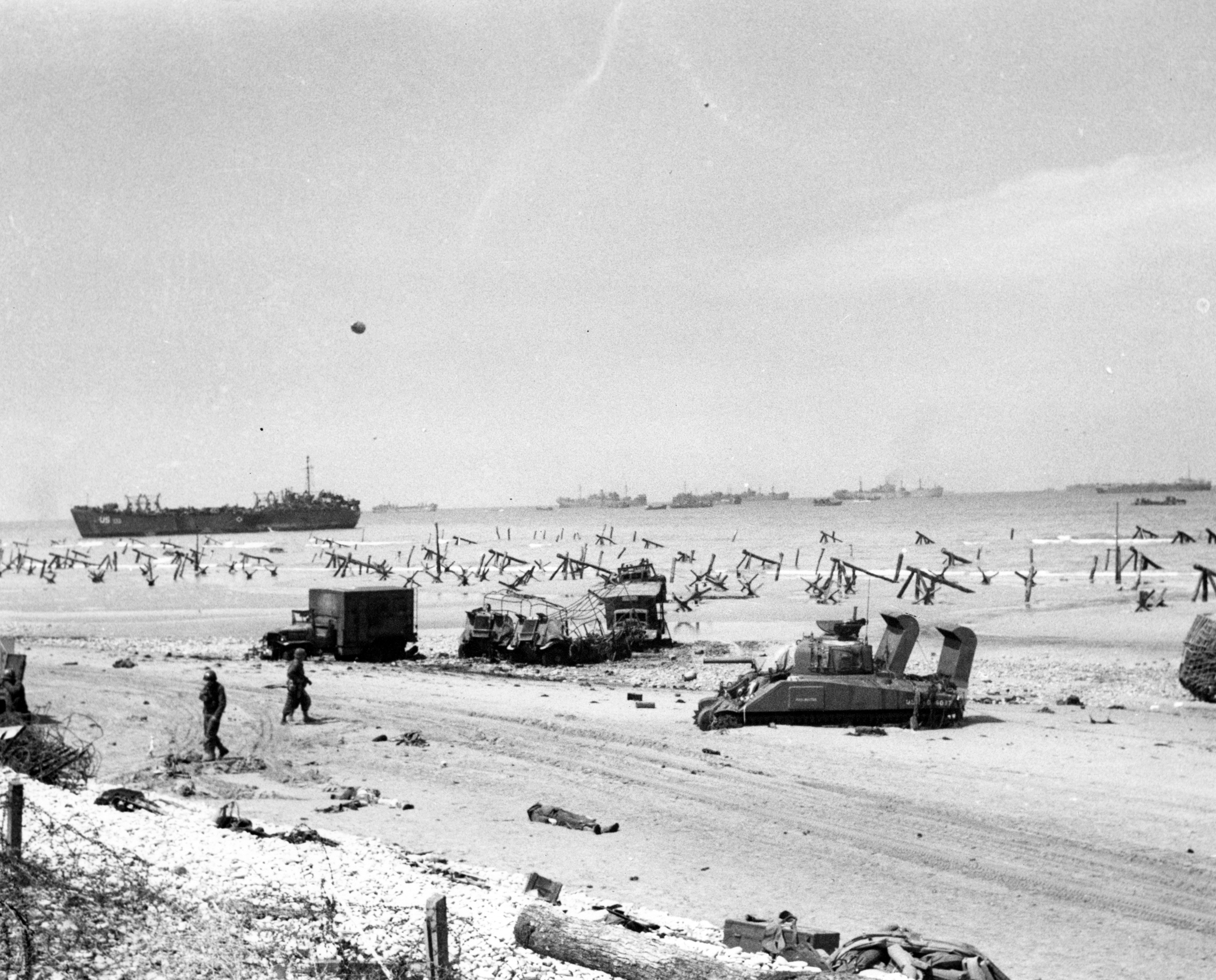
«Омаха-Бич» во второй половине дня

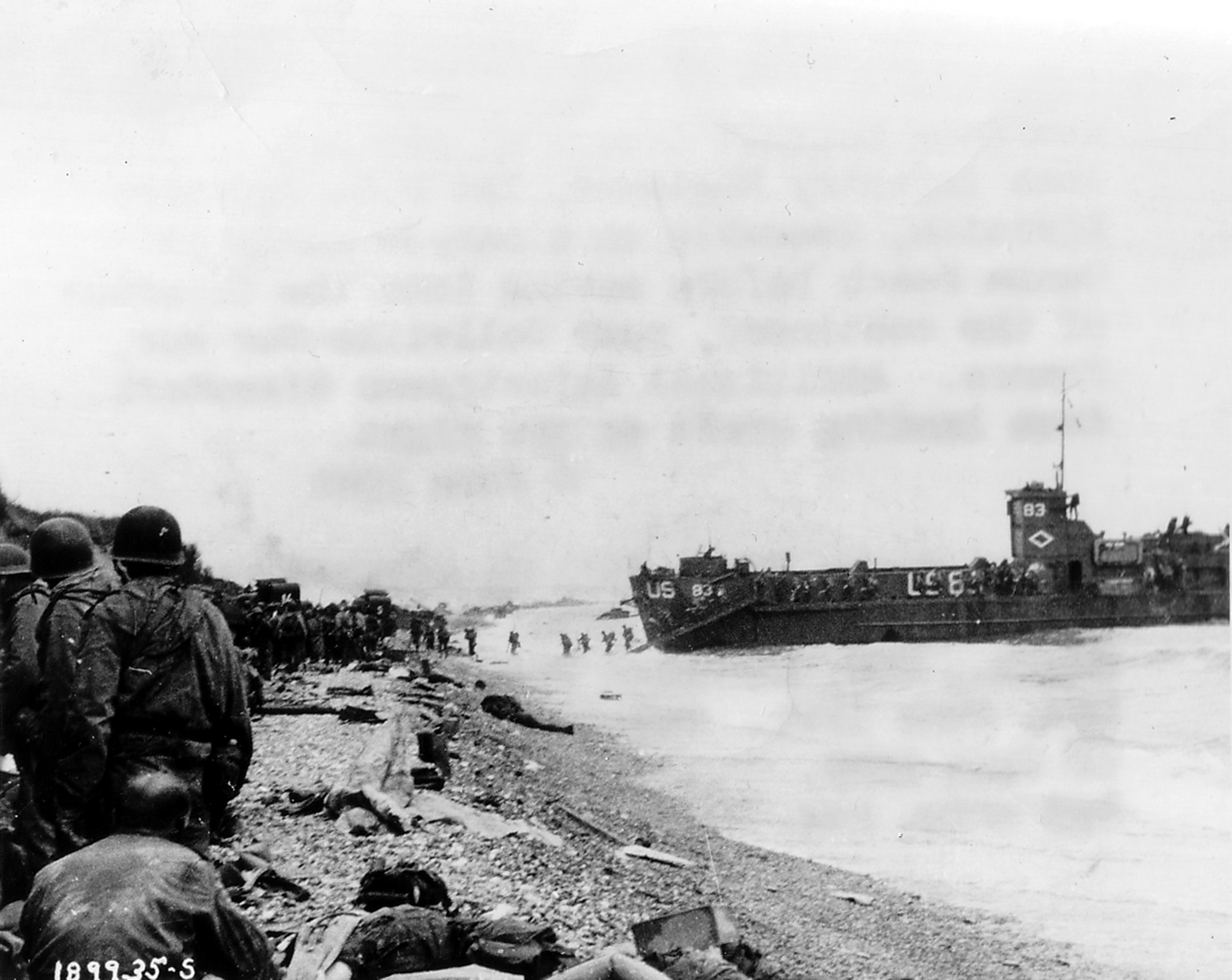
Американская высадка подкрепления на пляж

Несмотря на то, что подразделения союзников просочились вглубь страны, ключевые цели высадки не были достигнуты. Не были захвачены распадки, через которые транспортные средства могли выехать с пляжа, а защищавшие их укреплённые пункты продолжали оказывать энергичное сопротивление. Невозможность полностью убрать препятствия на пляжах вынуждала высаживающиеся войска концентрироваться в секторах Easy Green и Easy Red.
Когда высадились транспортные средства, они оказались на узкой полосе пляжа без каких бы то ни было укрытий от вражеского огня, около 8.30 было принято решение приостановить такого рода высадки. Закрытие пляжа для высадки привело к толчее десантных судов в море. Амфибийным транспортным средствам DUKW пришлось особенно тяжело, так как море волновалось. На примере 111-го батальона полевой артиллерии боевой команды 116-го полка видно, с какой общей ситуацией столкнулись эти средства DUKW. 13 единиц DUKW было задействовано для перевозки батальона, пять затонуло вскоре после выгрузки из десантного судна, четыре было потеряно, когда они циркулировали в море в месте встречи в ожидании высадки на сушу, одно опрокинулось, выехав на пляж, два было уничтожено вражеским огнём в ходе приближения к пляжу; единственному уцелевшему, перед тем как утонуть в море, удалось перегрузить свой груз (гаубицу) на проходящее мимо судно. Это единственное орудие было выгружено на землю в полдень.

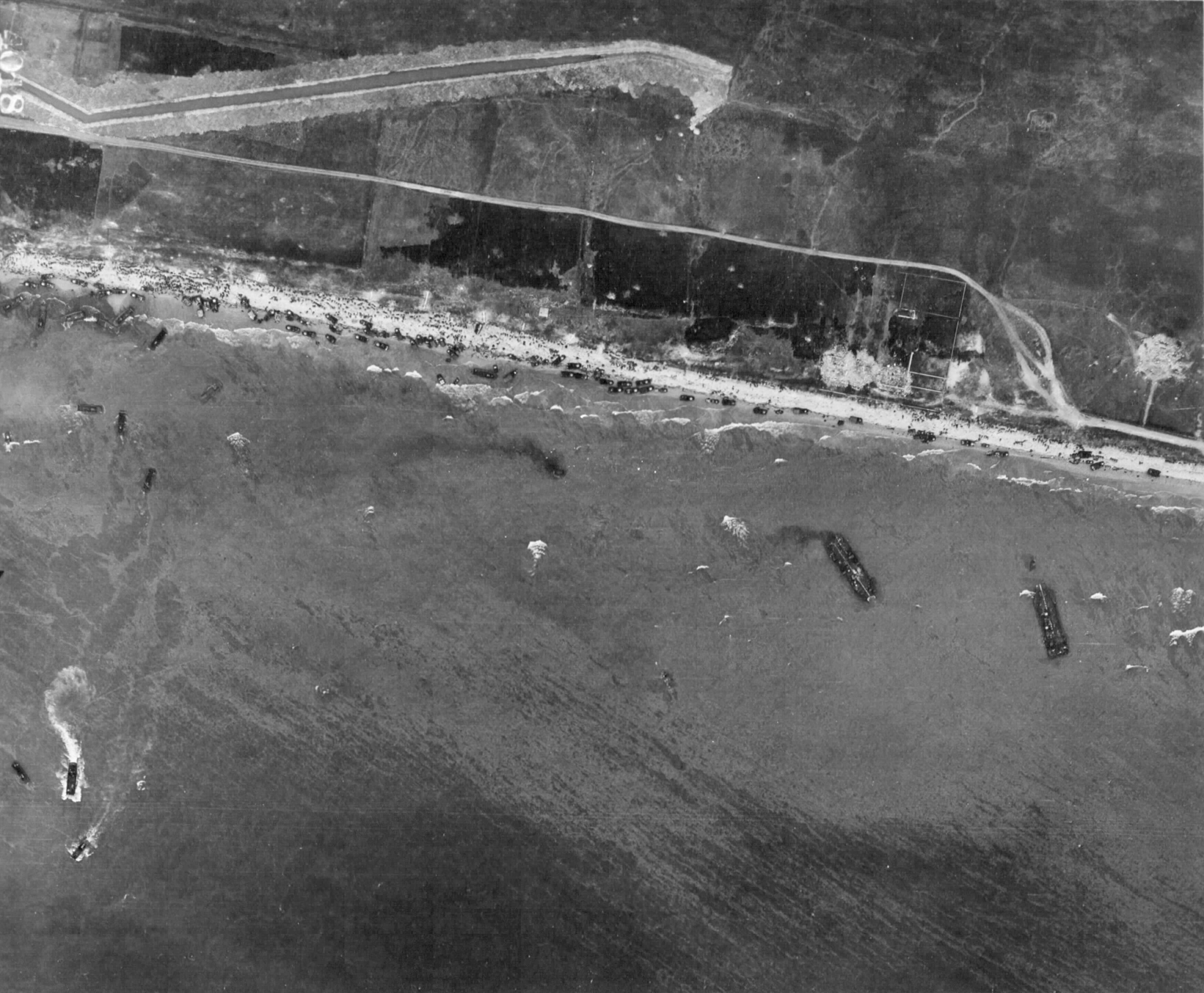
Вид с воздуха на «Омаха-Бич» 6 июня 1944, десантирование 18 и 115 пехотных полков

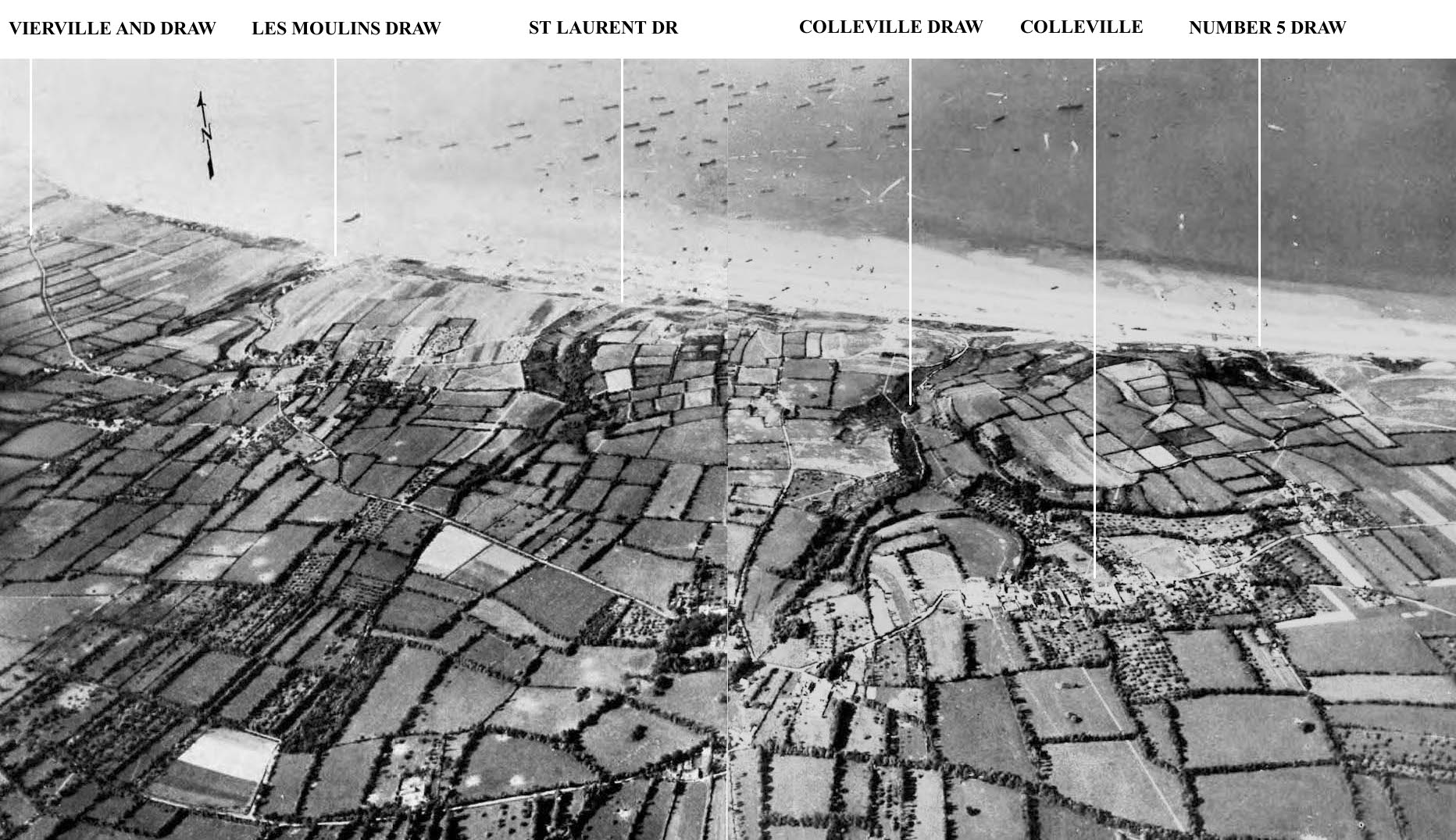
Аэрофотосъемка, показывающая деление пляжа на зоны, слева направо: Vierville (D-1), Les Moulins (D-3), St. Laurent (E-1), Colleville (E-3) и «Number 5 Draw» (F-1)

Согласно официальным записям рапортов об «Омаха-Бич», «…танкам пришлось тяжело…». Согласно командиру 2-го батальона боевой команды 116-го полка, танки «…спасли день. Они устроили адский обстрел немцам и получили адский обстрел от них». С началом дня оборона пляжа постепенно ослабевала, часто благодаря танкам. Танки были разбросаны по всей длине пляжа, зажаты между морем и непроходимой галечной насыпью, между командирами не было оперативной радиосвязи, танкам пришлось действовать самим по себе, что повышало риск. Командир 111-го батальона полевой артиллерии высадившийся впереди своего подразделения, был убит, когда корректировал огонь своего танка. Командная группа 743-го танкового батальона потеряла три группы из пяти при корректировке огня. Также погиб командир 743-го танкового батальона, когда приблизился с приказами к одному из своих танков. Когда корабельный огонь был сконцентрирован на опорных пунктах, защищавших распадок E-3, было принято решение пробиться через этот выход с помощью танков. В 11.00 полковник Тейлор отдал приказ всем доступным танкам двигаться в наступление против этого пункта. Только три танка смогли достигнуть пункта сбора, и два были подбиты, когда они пытались пройти через распадок, оставшимся танкам пришлось отступить.
Полки подкрепления высаживались побатальонно. Первой высадилась боевая команда 18-го полка в 9.30 в секторе Easy Red. Первый батальон 2/18-го полка высадился и прибыл к распадку Е-1, с трудом преодолев затор на берегу. Потери были небольшими. Несмотря на наличие узкого канала между береговыми препятствиями, из-за мин и рельсов были потеряны 22 десантных катера, 2 судна-амфибии для высадки пехоты и 4 судна-амфибии для высадки танков. Поддерживаемые танками и последующим корабельным огнём новоприбывшие войска в 11.30 вынудили к сдаче последнюю огневую точку, защищавшую вход в распадок Е-1. Хотя пригодный выход с пляжа открылся, его не получилось использовать ввиду затора. Три батальона боевой команды 115-го полка должны были высадиться в 10.30 в секторах Dog Red и Easy Green, в итоге они высадились все вместе во время высадки боевой команды 18-го полка в секторе Easy Red. Из-за путаницы два оставшихся батальона боевой команды 18-го полка не смогли высадиться до 13.00, что задержало выдвижения с пляжа. Но батальон 2/18 до полудня (до 14.00) вышел с пляжа по направлению на восток. Продвижение замедляли мины и действующие вражеские позиции, расположенные дальше по распадку.
Сразу после полудня огневая точка, защищавшая распадок D-1 у Вьервиля, был подавлена артиллерией флота. Однако без дополнительных сил на земле было невозможно выбить оставшихся защитников и открыть выход с пляжа. Всё же после заката транспорту удалось воспользоваться этим путём, и уцелевшие танки 743-го танкового батальона провели ночь у Вьервиля.
Боевая команда 18-го полка при наступлении смела оставшихся защитников распадка Е-1. Сапёрам удалось проложить путь через западную сторону распадка, и она стала главной дорогой с пляжа вглубь страны. Благодаря этому устранился затор на пляжах, и с 14.00 они были снова открыты для высадки транспортных средств. Дальнейший затор на этой дороге, образовавшийся по причине дальнейшего сопротивления в глубине страны у Сен-Лорана, устранился, когда проложили обходную дорогу, и в 17.00 уцелевшие танки 743-го танкового батальона получили приказ двигаться вглубь страны через распадок Е-1.
Распадок F-1, который первоначально рассматривали слишком крутым для использования, был в итоге открыт, когда сапёры проложили новую дорогу. Распадки D-3 и E-3 открыть так и не удавалось, и графики высадки были пересмотрены, чтобы воспользоваться преимуществами данной дороги, танковая рота 745-го танкового батальона смогла достичь высоты к 20.00.
Подходы к выходам были также расчищены, минные поля были ликвидированы, в насыпи были пробиты проходы для движения транспортных средств. С падением прилива сапёры также смогли закончить свою работу по расчистке пляжных препятствий, к концу вечера были открыты и промаркированы 13 ворот.

### Германская реакция
Немцы наблюдали за морскими перевозками к пляжам, но считали, что высадка на «Омаха-Бич» прошла в незначительных масштабах в виде проникновений. С целью сдержать противника германское командование отрядило батальон из состава 915-го полка и направило его против британских сил на востоке. Батальон и противотанковая рота были приданы 916-му полку и утром до полудня совершили контратаку на Кольвиль. Продвижение отряда было остановлено «стойкой американской обороной», было доложено о тяжёлых потерях. Стратегическая ситуация в Нормандии препятствовала усилению ослабевшей 352-й дивизии. Главную угрозу немцы видели в британских плацдармах к востоку от «Омаха-Бич», к плацдармам было приковано основное внимание германских мобильных резервов, находившихся в непосредственной близости от Нормандии. Командование приготовилось собрать части, размещённые для обороны Бретани (к юго-западу от Нормандии), но они не могли прибыть в срок и уже в пути начали нести потери, вызванные господством союзников в воздухе. Вечером последний резерв 352-й дивизии (сапёрный батальон) был придан 916-у полку. Батальон был развёрнут, чтобы предотвратить ожидаемую попытку прорыва союзников у Кольвиль-сен-Лоран с плацдарма, созданного боевой командой 116-го полка. В полночь командир 352-й дивизии генерал Дитрих Красс доложил о полной потере людей и оборудования на береговых позициях и уведомил, что у него достаточно сил, чтобы сдержать американцев в день D+1, но затем ему понадобятся подкрепления. Он получил ответ, что доступных резервов более не имеется.

## Окончание дня D

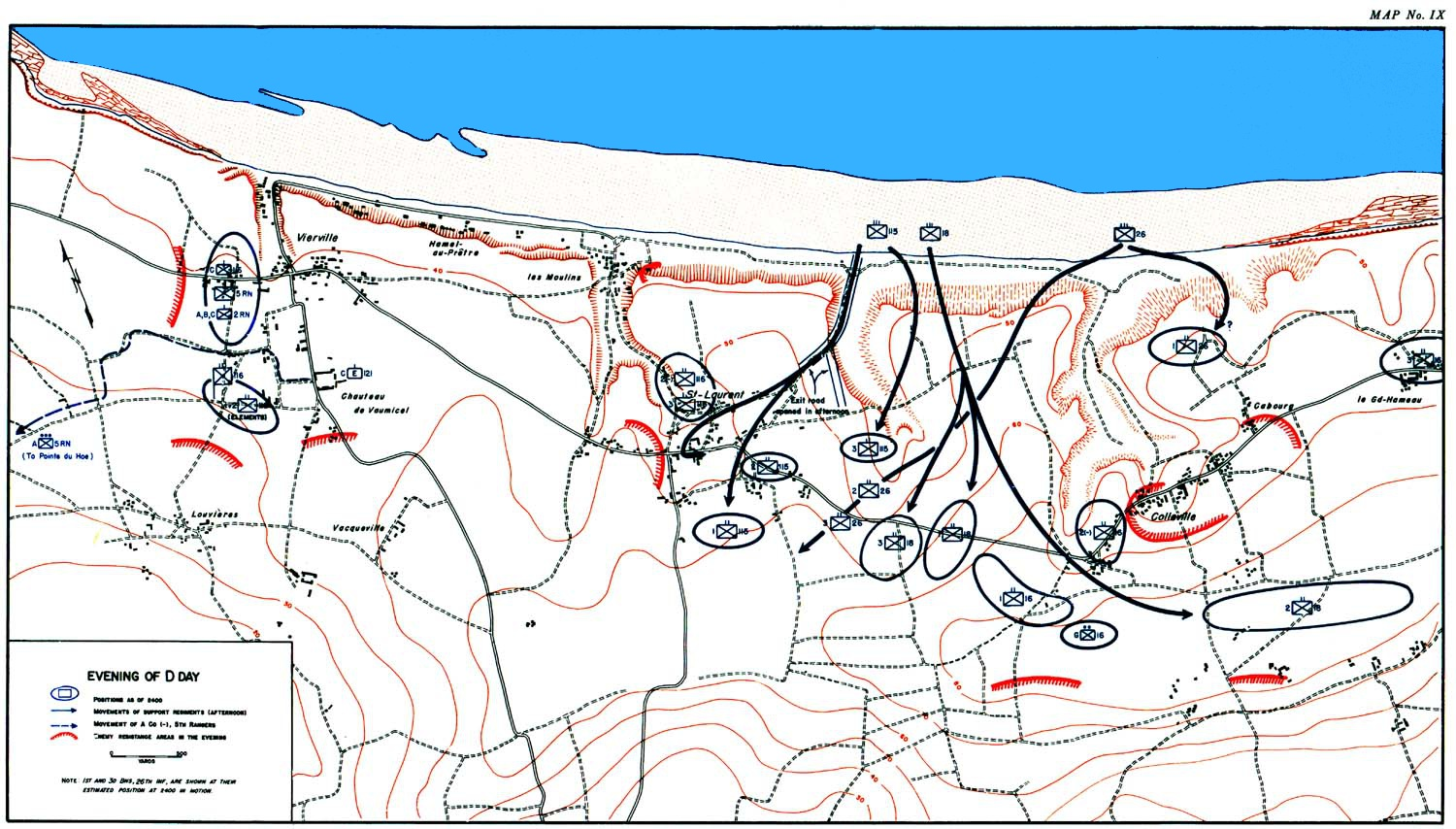
Официальная историческая карта показывающая развитие наступления вечером

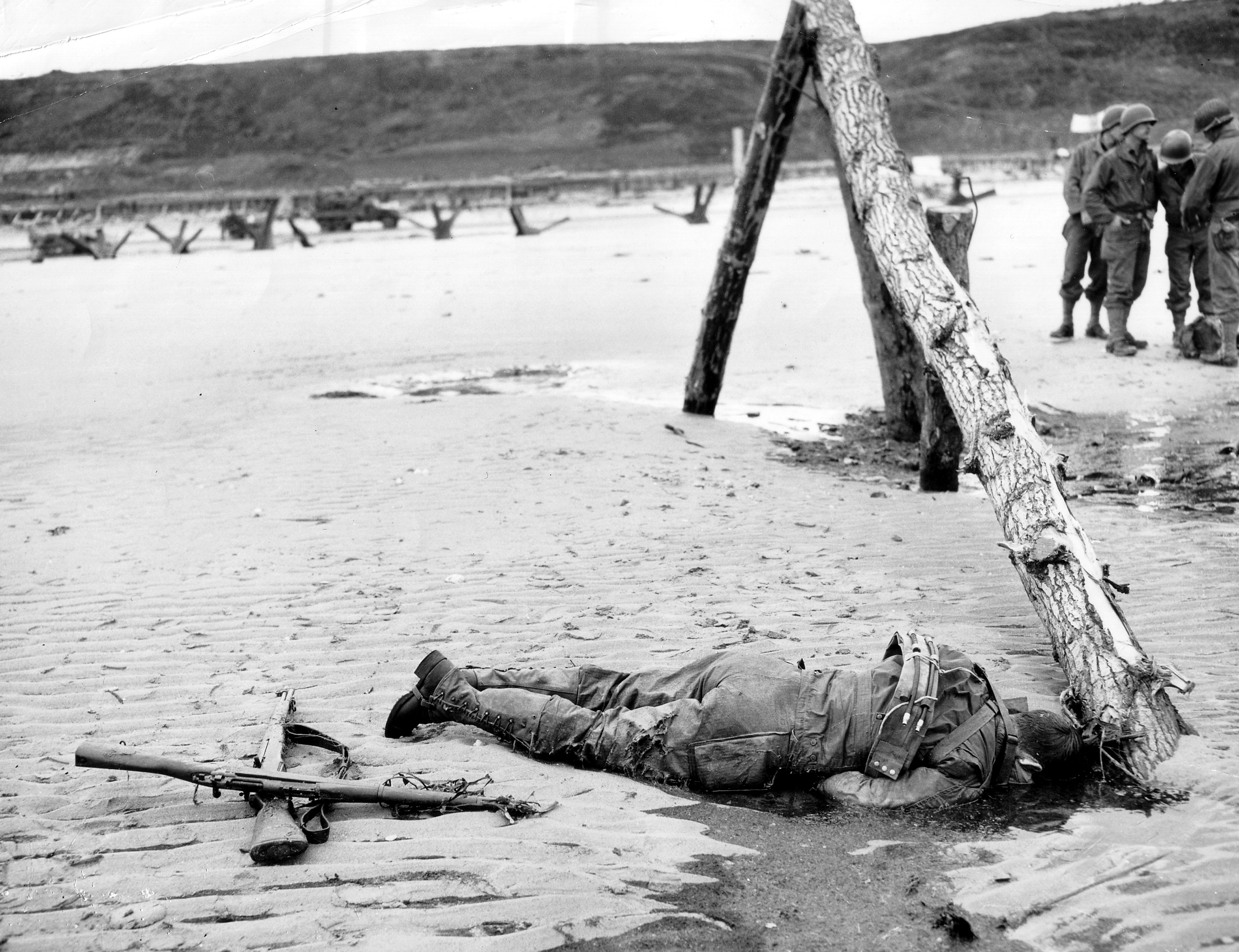
Американский солдат, убитый в ходе высадки на «Омаху».

Союзники попытались проникнуть вглубь страны. Им удалось в ходе отдельных ожесточённых боёв расширить плацдарм на 2,5 км вглубь области Кольвиля. В тылу американского фронта всё ещё действовали узлы вражеского сопротивления, весь плацдарм подвергался артиллерийскому обстрелу. Плановая высадка пехоты завершилась высадкой боевой команды 26-го полка в 21.00. Потери в оборудовании были значительными: 26 артиллерийских орудий, свыше 50 танков, около 50 десантных судов и 10 кораблей большего водоизмещения. Из 2400 тонн припасов, предназначенных для высадки в день D, фактически было выгружено 100 тонн. Точные потери 5-го корпуса неизвестны, оценки варьируются от 2 тыс.до 4.700 убитыми, ранеными и пропавшими без вести: наиболее тяжёлые потери были в танках, пехоте и сапёрных войсках, высадившихся в первой волне. Боевые команды 16-го и 116-го полков потеряли по тысяче человек каждая. Только пять танков 741-го танкового батальона были готовы к бою на следующий день. Германская 352-я дивизия потеряла убитыми, ранеными и пропавшими 1.200 человек, около 20 % своего состава. Развёртывание сил на пляже в один этап породило такие проблемы, что командующий первой американской армией генерал-лейтенант Омар Брэдли рассматривал возможность эвакуации с «Омаха-Бич», а британский фельдмаршал Бернард Монтгомери рассматривал возможность направить силы пятого корпуса на "Голд-бич".

## Послесловие

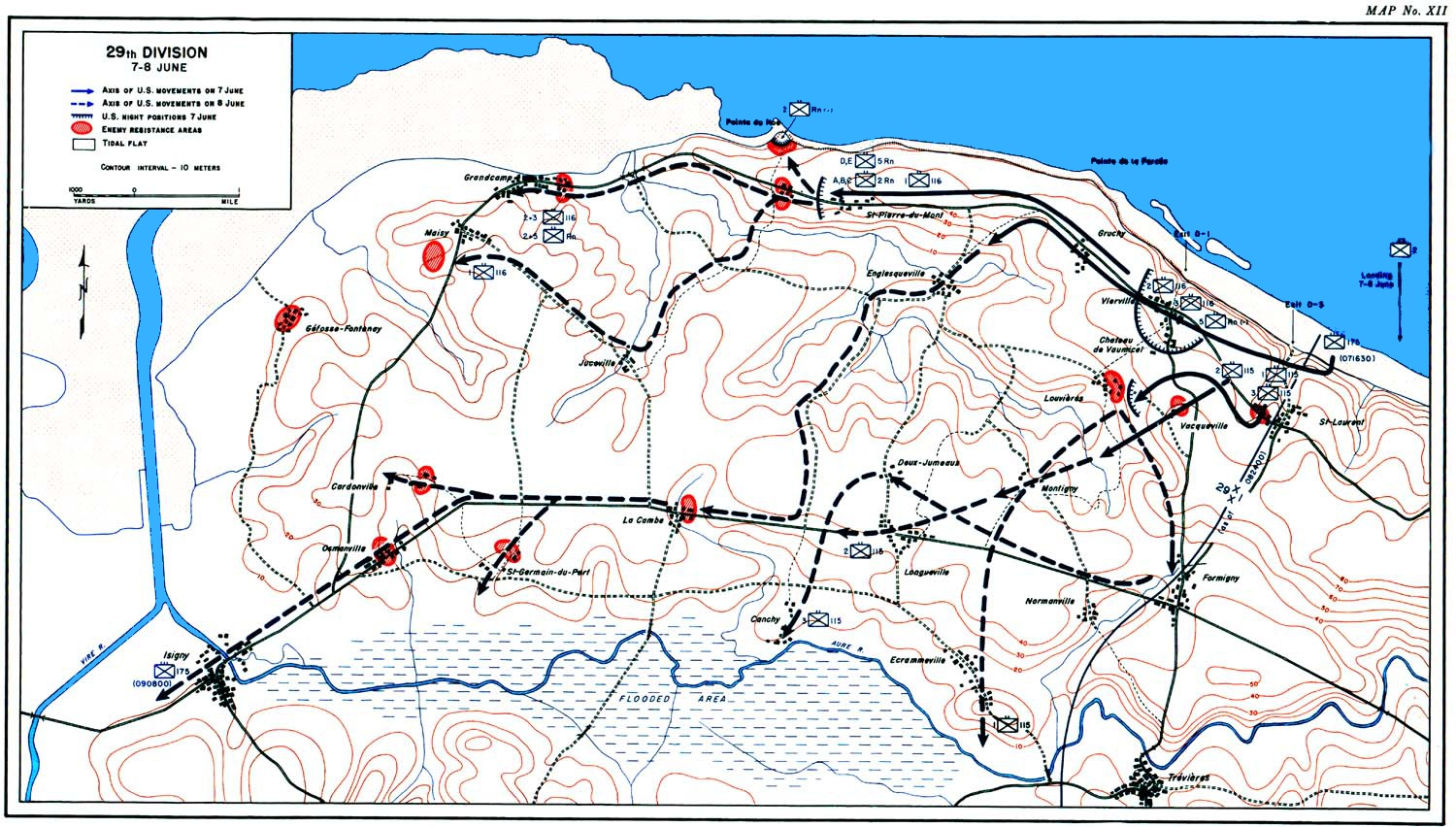
Официальная историческая карта показывающая успехи, достигнутые 29-й пехотной дивизией в первые дни наступления

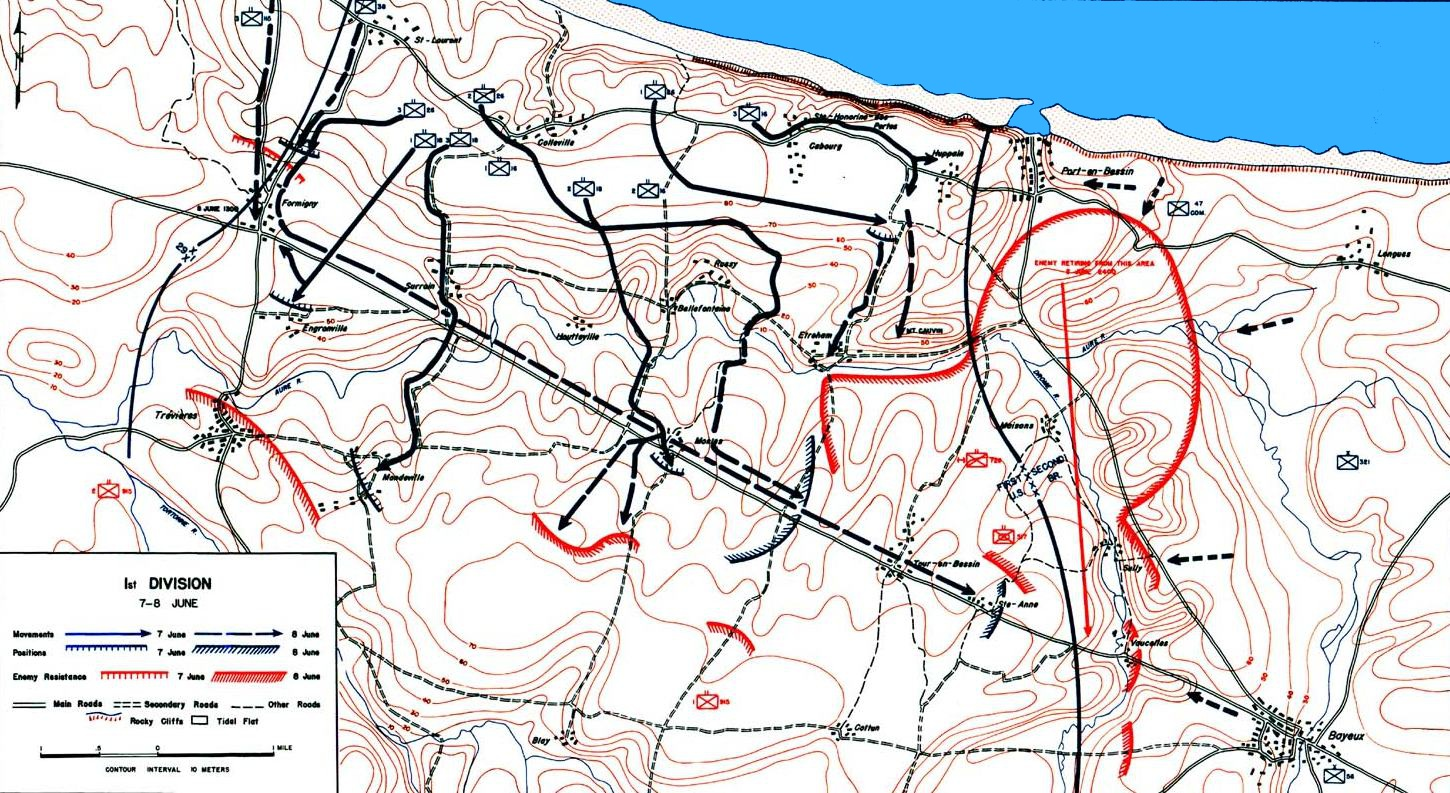
Официальная историческая карта показывающая успехи, достигнутые 1-й пехотной дивизией в первые дни наступления

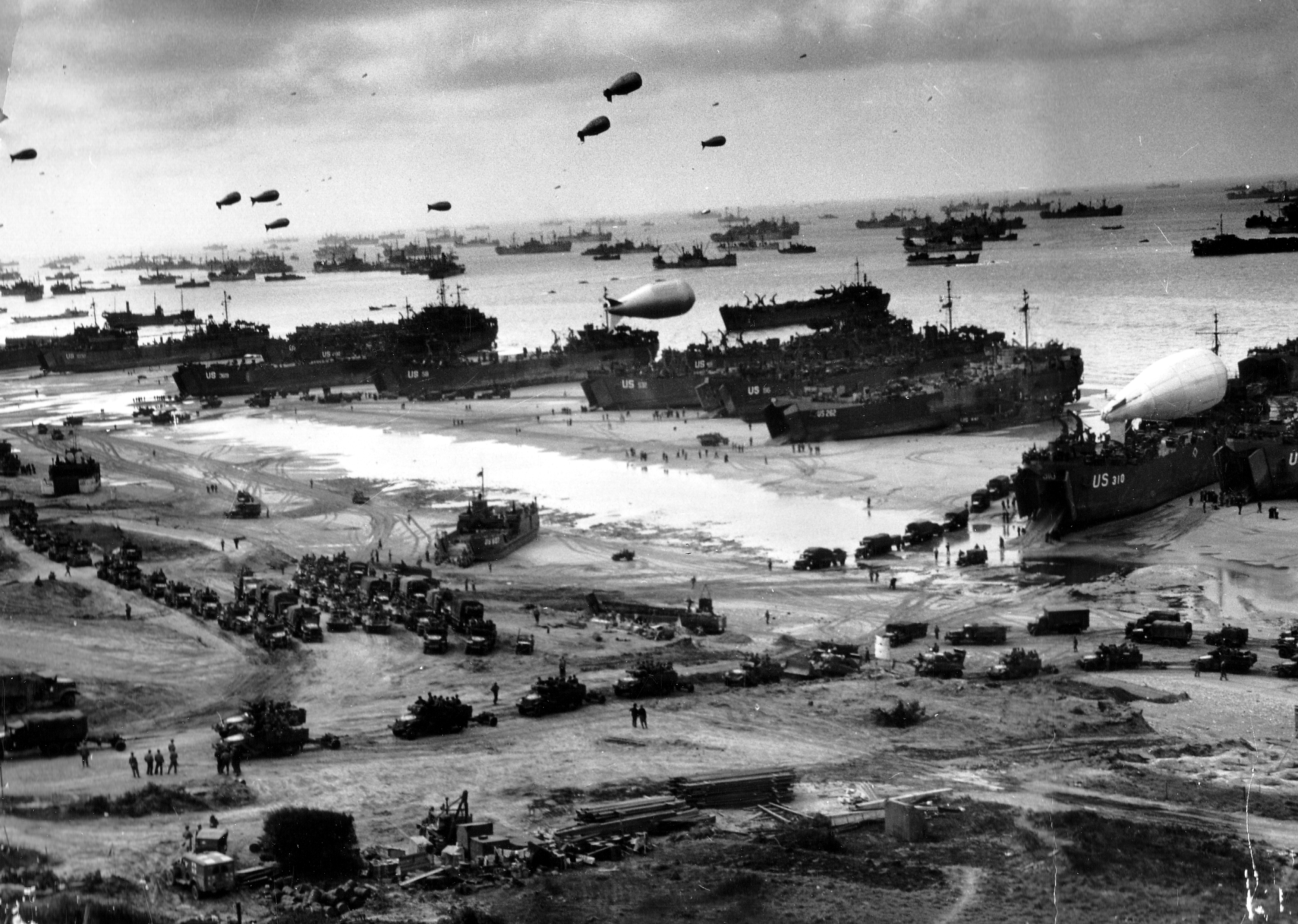
Расходные материалы и подкрепление на «Омаха-Бич» в первые дни после высадки

Плацдарм, завоёванный на «Омаха-Бич» в день D, представлял собой два изолированных кармана и был наименее прочным из всех плацдармов из захваченных в день D. Когда первоначальная цель всё ещё не была достигнута, союзники посчитали главным приоритетом обеспечить связь с плацдармами в Нормандии. В течение 7-го июня при всё ещё продолжавшемся случайном огне пляж был подготовлен как порт для снабжения. Были специально затоплены излишние суда для создания некоей формы волнолома и выгружено 1429 тонн грузов (что было всё ещё меньше планируемого).
По завершении фазы штурма пляжа боевые команды полков были реорганизованы в пехотные полки, которые в течение следующих двух дней выполнили первоначальные цели дня D. 18-й пехотный полк развёрнутый на фронте первой дивизии пресёк попытки двух рот 916-го полка и 726-го гренадерского полка прорваться из опорного пункта WN-63 и Кольвилля, обе этих цели были впоследствии взяты 16-м пехотным полком, также выдвинувшимся в Порт-де-Бессён. Главное наступление было предпринято 16-м пехотным полком (которому был придан 3-й батальон 26-го пехотного полка) на юг и юго-восток. Наиболее упорное сопротивление было встречено у Форминьи где к силам 2-го батальона 915-го гренадерского полка подошло подкрепление в виде 2-го батальона 916-го гренадерского полка. Атаки 3-й роты 26-го полка и роты В 18-го полка при поддержке танков роты В 745-го батальона были отбиты и город держался до утра 8-го июня. Угроза контратаки бронетанковыми силами противника удерживала 18-й полк на защитной позиции весь остаток дня 8-го июня. Ещё вчера три батальона 26-го пехотного полка были приданы 16-му, 18-му и 115-му полкам, поэтому 8-е июня прошло в их сборе после чего было предпринято наступление на восток, что вынудило 1-й батальон германского 726-го гренадерского полка провести ночь в выходе из мешка, который образовывался между Байё и Порт-де-Бессён. Утром 9-го июня 1-я дивизия установила контакт с 30-м британским корпусом, образовалась связь между «Омаха-Бич» и «Голд-Бич».
На фронте 29-й дивизии два батальона 116-го пехотного полка нейтрализовали последних оставшихся защитников утёсов. 116-й батальон присоединился к рейнджерам и двинулся с ними на запад вдоль побережья. Этот отряд деблокировал две роты рейнджеров, удерживающих Пуэнт-дю-Ок, 8 июня и впоследствии вынудил германский 914-й полк панцергренадеров и 439-й восточный батальон покинуть область Гранкан-Мези, лежащую дальше на западе. Утром 7 июня защитники покинули опорный пункт WN-69, защищавший Сен-Лоран, таким образом, 115-й пехотный полк смог двинуться вглубь страны на юго-запад и 7 июня достиг области Форминьи лежащей на первоначальной линии продвижения в день D. 3-й полк 29-й дивизии (175-й) начал высадку 7 июня. К утру 9 июня третий полк взял Изиньи, а вечером 9-го передовые патрули полка вошли в контакт с 101-й американской парашютной дивизией, связав, таким образом, «Омаха-Бич» с Ютой-бич.
В то же время численность 352-й дивизии которая первоначально защищала «Омаха-Бич» неуклонно сокращалась. Утром 9 июня дивизия доложила что «сократилась до малых групп», в то время как «726-й гренадерский полк …практически исчез.» 11 июня эффективность 352-й дивизии была оценена как «весьма слабая» и 14 июня германское корпусное командование доложило что силы 352-й дивизии полностью истощились и она нуждается в отводе с линии фронта.
Как только береговой плацдарм стал безопасен, в секторе «Омаха-Бич» разместили две гавани Мюлберри (сборные искусственные гавани, отбуксированные по частям через Ла-Манш и собранные на месте). Строительство гаваней Мюлберри началось в день D+1 с затоплением кораблей образовавших волнолом. В день D+10 по завершении первой пристани гавань стала действующей. Танкодесантный корабль LST 342 загружал и выгружал 78 транспортных средств за 38 минут. Три дня спустя в Нормандии разразился свирепый шторм, каких не было уже 40 лет, он бушевал три дня и не утихал до ночи 22 июня. Искусственная гавань была настолько сильно повреждена, что было принято решение не восстанавливать её, грузы впоследствии выгружались прямо на пляж, пока не были захвачены портовые сооружения. В те несколько дней, пока действовала искусственная гавань, на берег было выгружено 11 тыс. человек, 2 тыс. транспортных средств и 9 тонн оборудования и грузов. Через 100 дней после дня D через «Омаху-Бич» прошло 1 млн тонн грузов, 100 тыс. транспортных средств, 600 тыс. человек, эвакуировано 93 тыс. жертв.
Сейчас на «Омаха-Бич» при низком отливе видные неровные остатки гавани. Галечной мели больше нет, её срыли инженеры после дня D, чтобы обеспечить выгрузку грузов. Побережье стало более застроенным, пляжные дороги расширились, деревни разрослись и слились, но рельеф пляжа сохранился, как и остатки береговых укреплений, их можно посещать. С вершины утёса открывается обзор «Омаха-Бич» и американского кладбища у Кольвилля. В 1988 в песке пляжа были найдены шрапнель, осколки стекла и железа, оставшиеся после разрыва боеприпасов, согласно научным данным они сохранятся там в течение ста-двухсот лет.

## В современной культуре
Фильм «Спасти рядового Райана» режиссёра Стивена Спилберга начинается со сцены высадки в секторе Dog Green «Омахи-Бич».
В фильме «Самый длинный день», имеется сцена с высадкой на «Омаху-бич».
Саркастически, в стиле Ивлина Во, это важное в истории войны событие показано в фильме «Американизация Эмили» (1965).
Кроме того, эпизодически высадка на «Омаху-Бич» показана в начале фильма «Люди Икс: Начало. Росомаха»
Зачастую, операция на данном пляже используется в компьютерных играх-шутерах, посвященных Второй мировой войне (например: Battlefield 1942, Medal of Honor: Allied Assault, Company of Heroes). Также пародией на этот пляж является первая миссия кампании в игре Worms 3D. 